# Grasse
Vous lisez un « article de qualité » labellisé en 2006.
Pour les articles homonymes, voir Grasse (homonymie).
Cet article concerne la commune française appelée Grasse. Pour l'épave de bateau, voir Ville de Grasse. Pour l'adjectif grasse, voir Gras.
Pour les articles ayant des titres homophones, voir Grâce et Grass.
Grasse — prononcé [gʁas] — (Grassa (normes classique et mistralienne) [ɡʀˈasa] dans le dialecte local) est une commune française située dans le département des Alpes-Maritimes en région Provence-Alpes-Côte d'Azur.
Sous-préfecture des Alpes-Maritimes, Grasse est la cinquième ville du département en matière de population. Elle est historiquement située en Provence. Ses habitants sont appelés les Grassois.
Depuis le XVIIe siècle, la ville est considérée comme la capitale mondiale du parfum et attire de nombreux touristes pour ses fragrances. Elle a obtenu trois fleurs au Concours des villes et villages fleuris et a été promue « Ville d'Art et d'Histoire ». Elle est également « Ville Internet ».

## Géographie
Les communes limitrophes sont Auribeau-sur-Siagne, Le Bar-sur-Loup, Cabris, Châteauneuf-Grasse, Mouans-Sartoux, Pégomas, Peymeinade et Saint-Vallier-de-Thiey.

### Localisation et physionomie
La commune se compose de 2 084,37 hectares de territoires artificialisés (47,14 %), 786,70 hectares de territoires agricoles (17,79 %) et 1 550,85 hectares de forêts et milieux semi-naturels (35,07 %).
Grasse est une ville majeure du moyen-pays de la Côte d'Azur située dans l'ouest du département des Alpes-Maritimes à 12 km au nord de Cannes sur la côte méditerranéenne. Elle est aussi dans le Sud-Est de la France. Sa distance à vol d'oiseau avec la préfecture, Nice, est de 29 km pour un cap de 79°, et avec la capitale nationale, Paris, est de 677 kilomètres pour un cap de 330°. Sa superficie est de 4 444 hectares (44,44 km2) constitués d'importantes réserves forestières. La commune de Grasse s'étale sur une vaste superficie et un grand écart d'altitude car étant sur le flanc sud du plateau de Caussols et du Haut Montet, culminant à 1 335 m : de moins de 100 à plus de 1 000 m avec une altitude moyenne de 333 m(notamment grâce à la Route Napoléon remontant vers Saint-Vallier-de-Thiey).
L'habitat ancien (du XVIIe siècle au XVIIIe siècle), surtout concentré au centre-ville sous la forme d'immeubles de hauteur limitée dans des ruelles étroites et sombres, cohabite avec des villas et hôtels particuliers du XIXe siècle, souvenirs des premiers touristes de la ville, et des maisons modernes, signes de l'expansion démographique principalement dans les hameaux autour du centre.[réf. nécessaire]
Aux emplacements des anciennes cultures d'oliviers et de fleurs, l'habitat se disperse. La commune compte d'importantes zones forestières : un quart du territoire est classé réserve naturelle communale.
On note des routes secondaires étroites et vers le centre-ville (zone en forte pente) des « traverses » — escaliers et chemins permettant un passage à pied entre rues horizontales. Au total, Grasse compte 200 km de voirie communale.

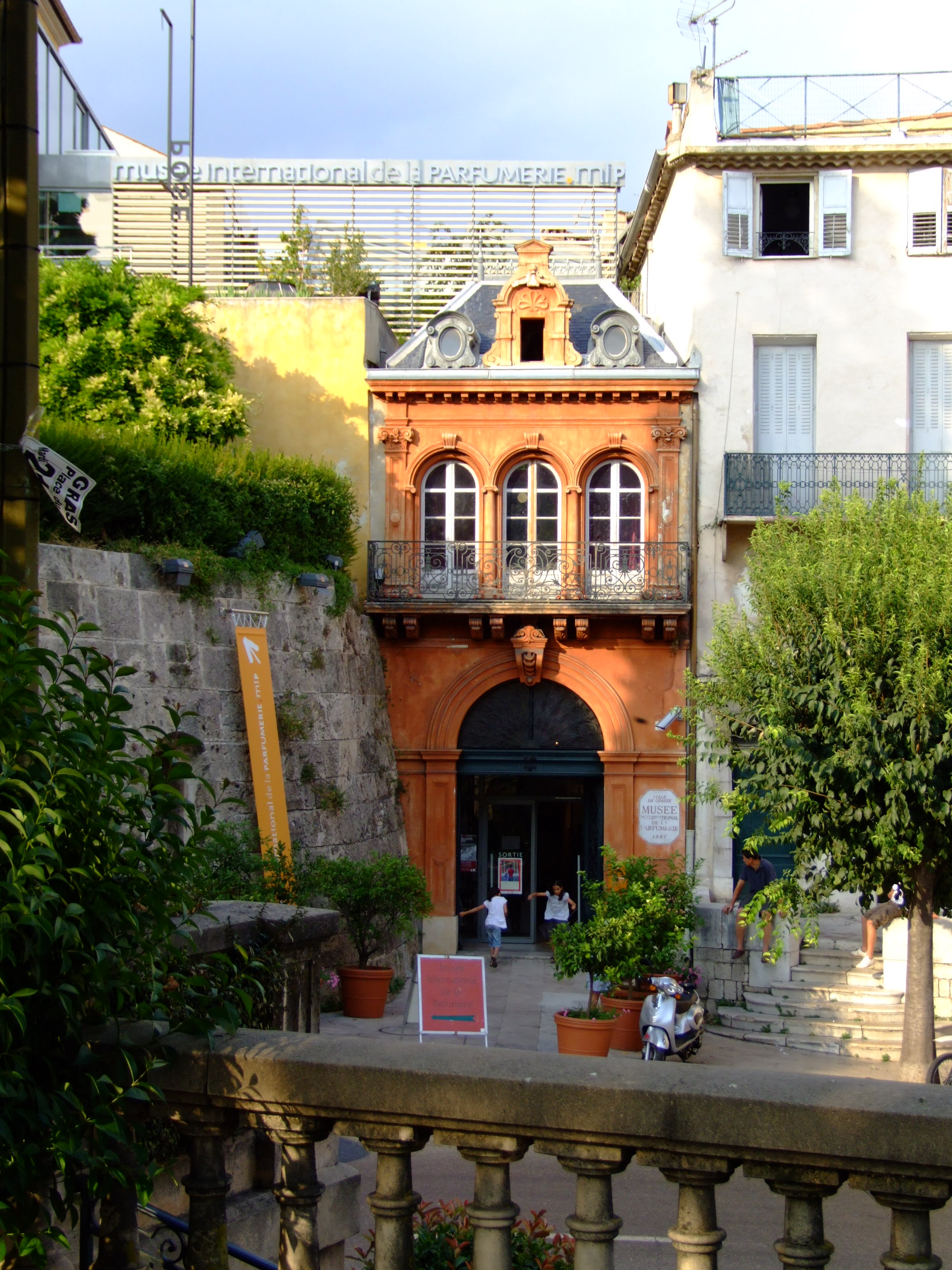
Entrée de la boutique du Musée de la Parfumerie. Charabot (Hugues Ainé)
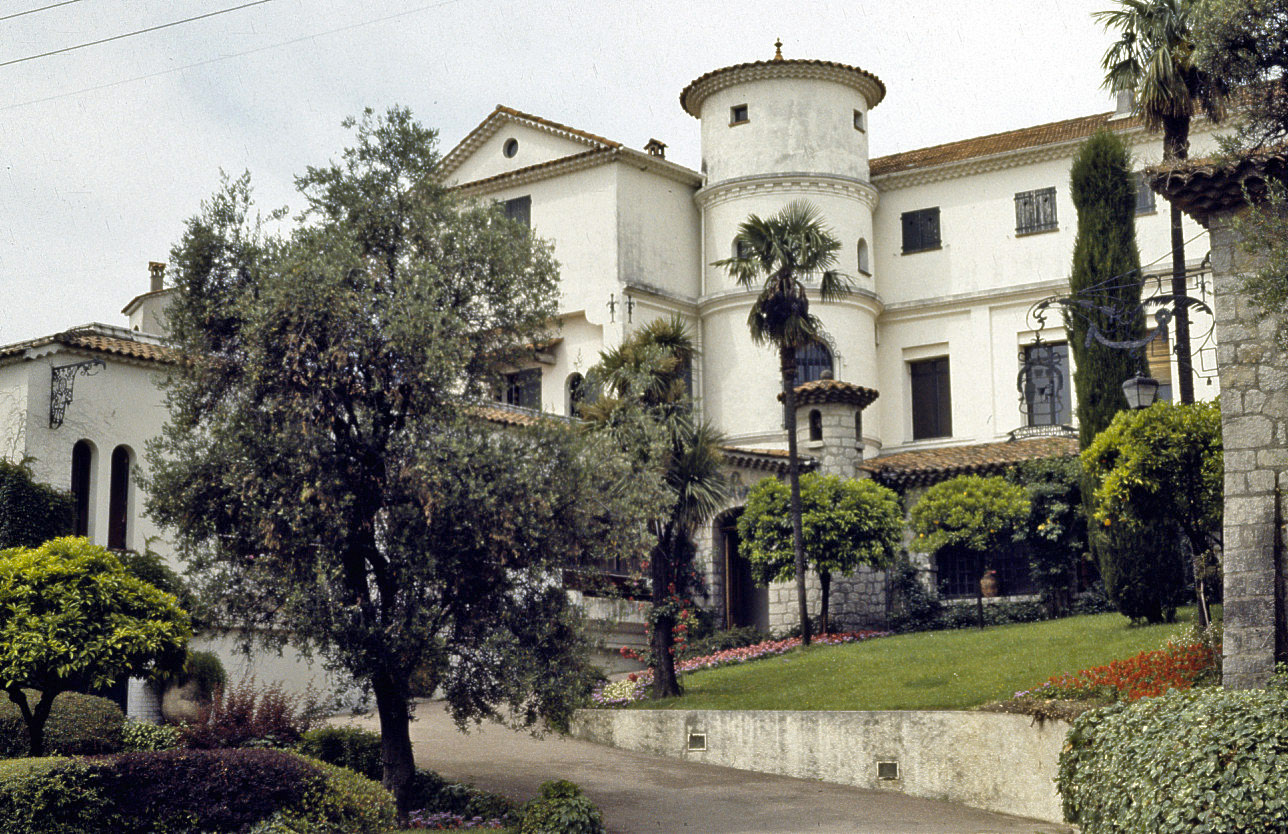
Parfumerie Molinard.
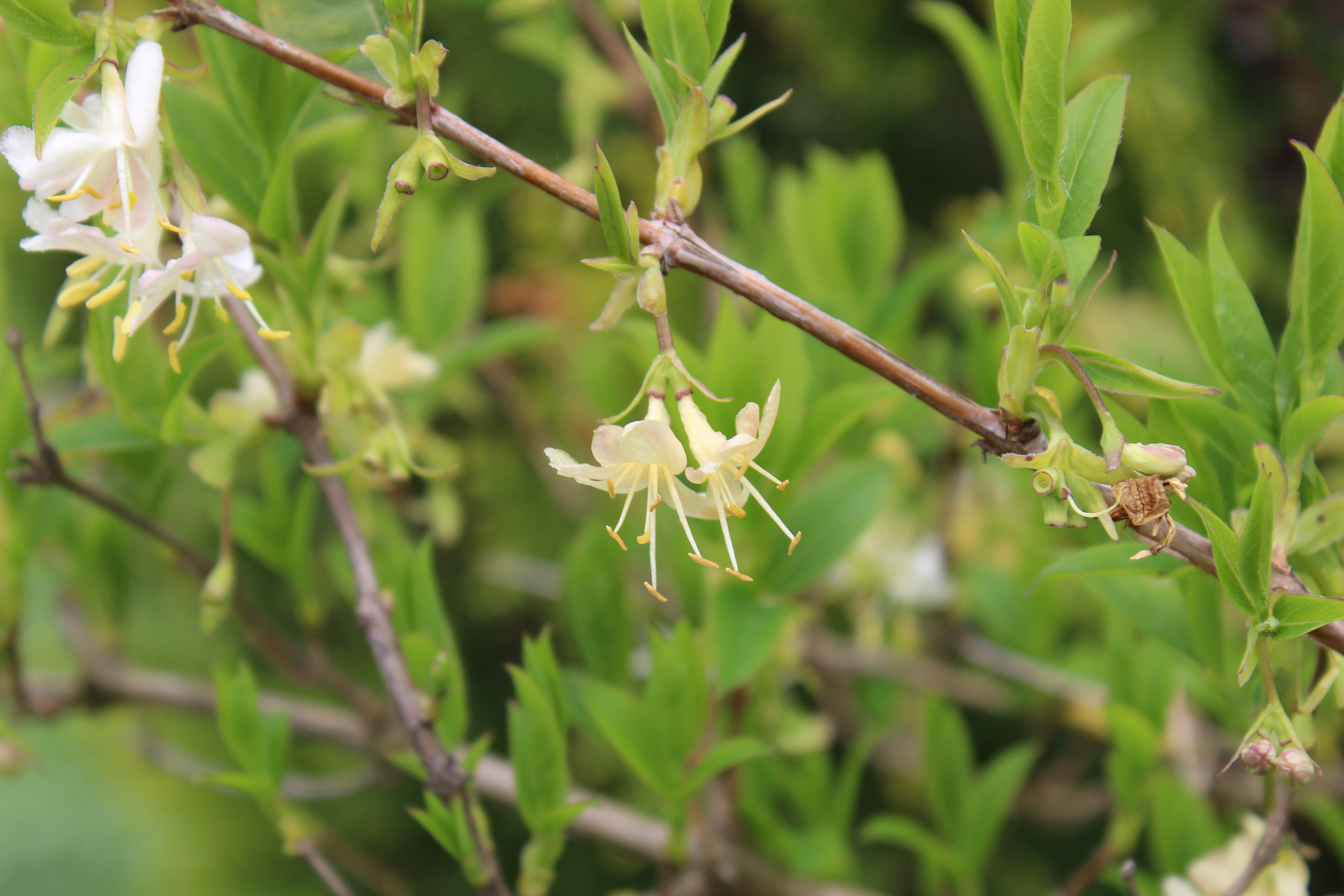
Fleur de chèvrefeuille.
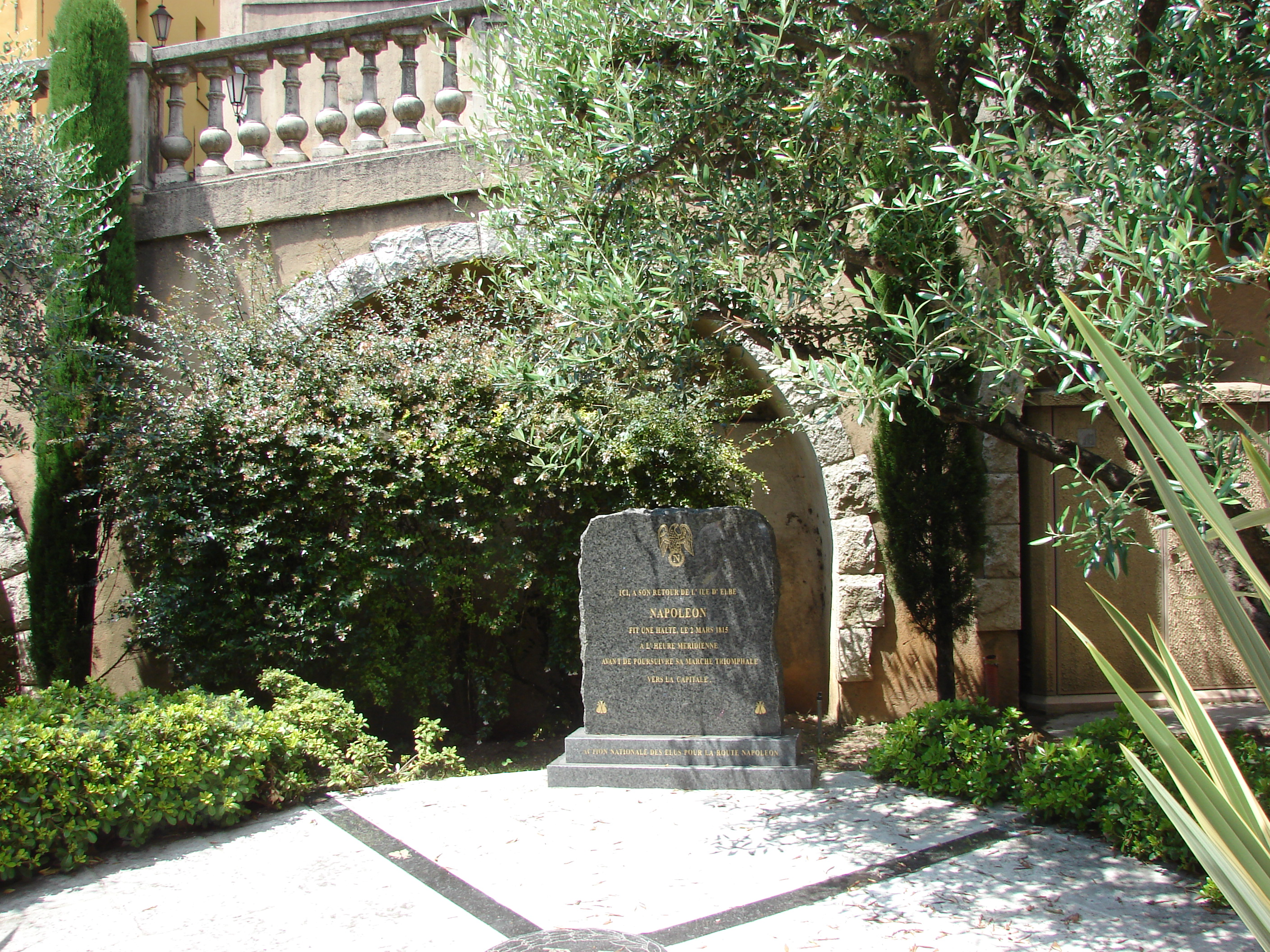
Mémorial Napoléon.
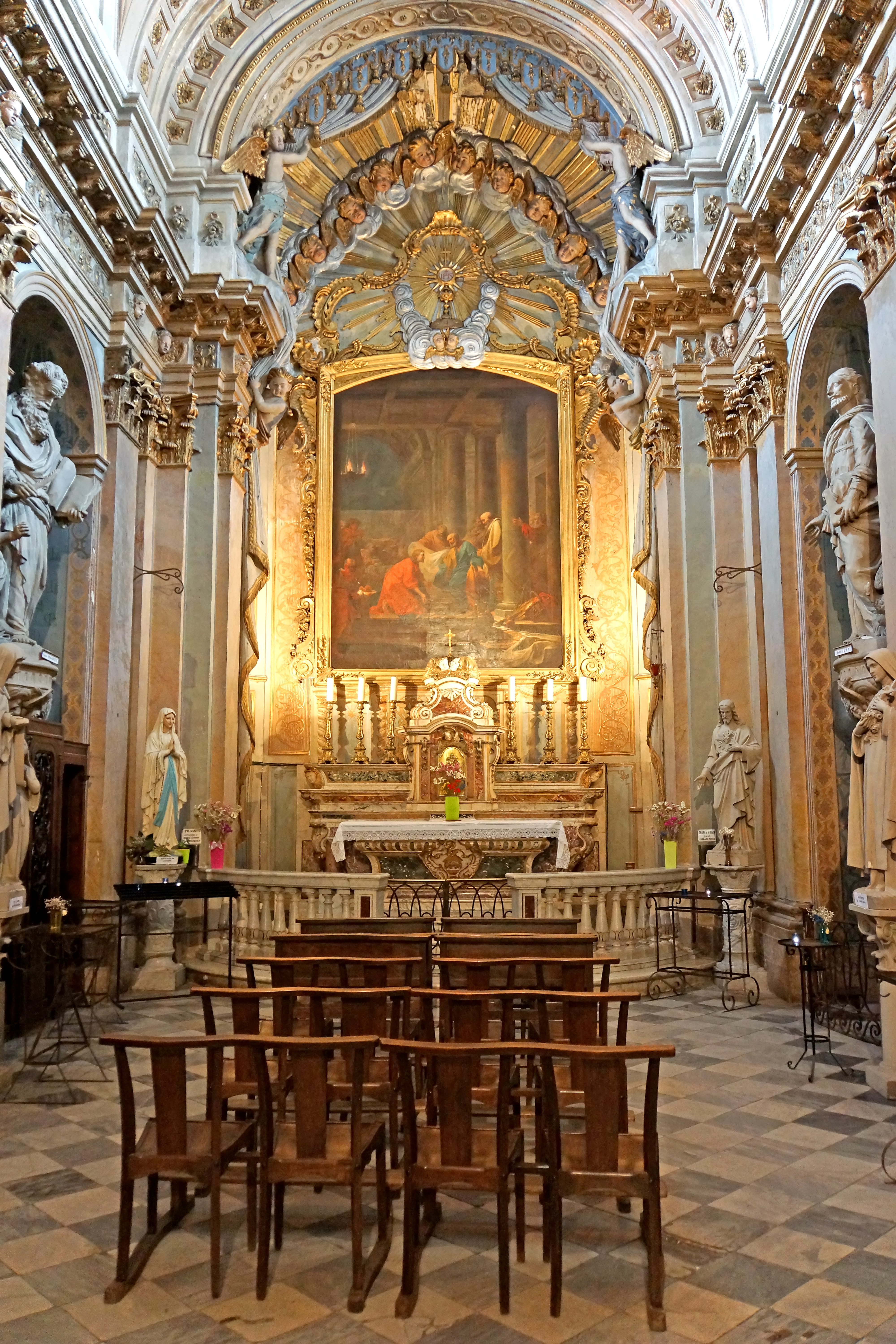
Chapelle du Saint-Sacrement.

### Communes limitrophes
| Saint-Vallier-de-Thiey | Le Bar-sur-Loup             | Le Bar-sur-Loup Châteauneuf-Grasse |
| Cabris                 | Grasse                      | Châteauneuf-Grasse                 |
| Peymeinade             | Pégomas Auribeau-sur-Siagne | Mouans-Sartoux                     |

### Quartiers

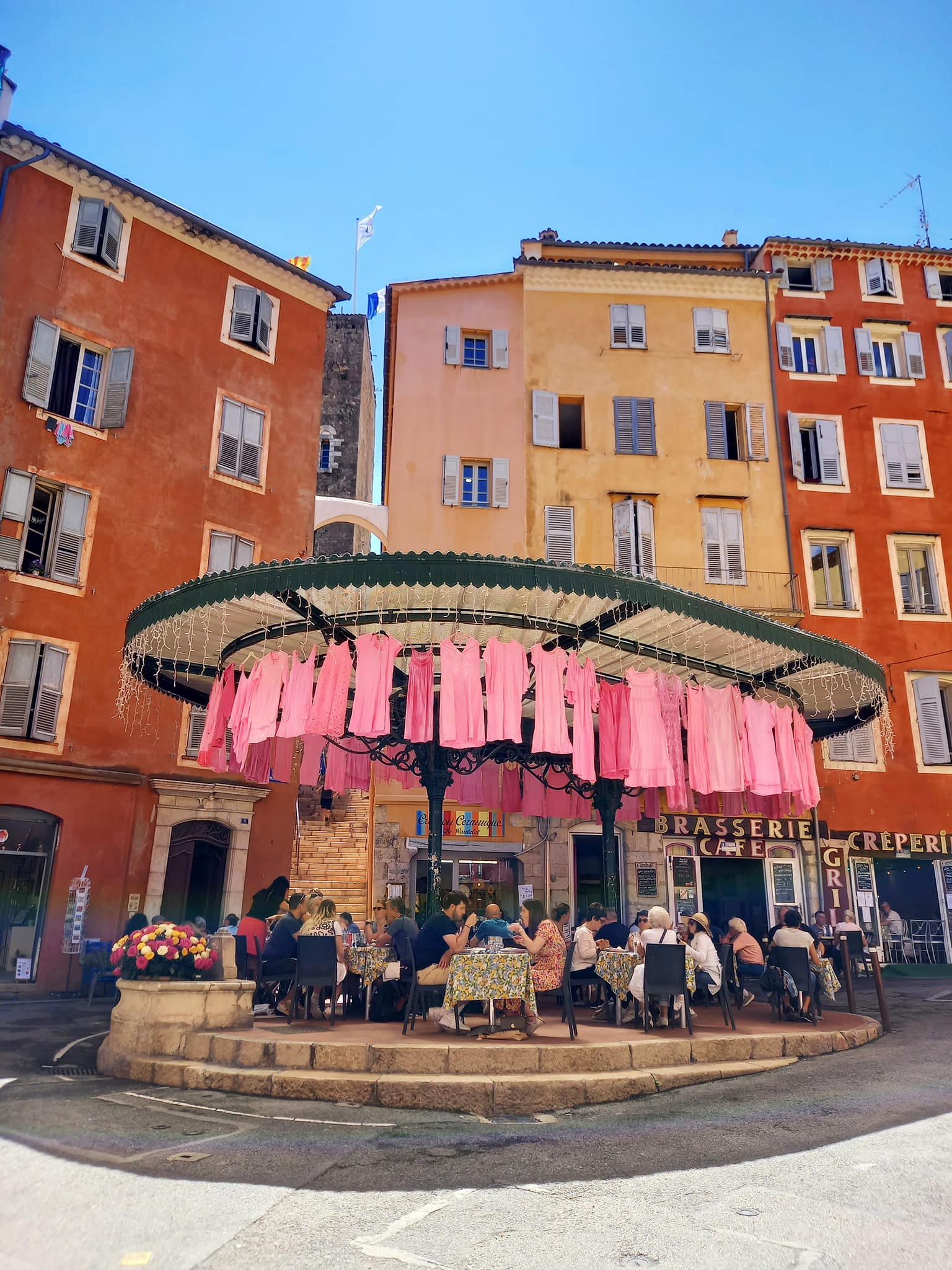
Place de la Poissonnerie, le coin des artistes dans le centre de Grasse.

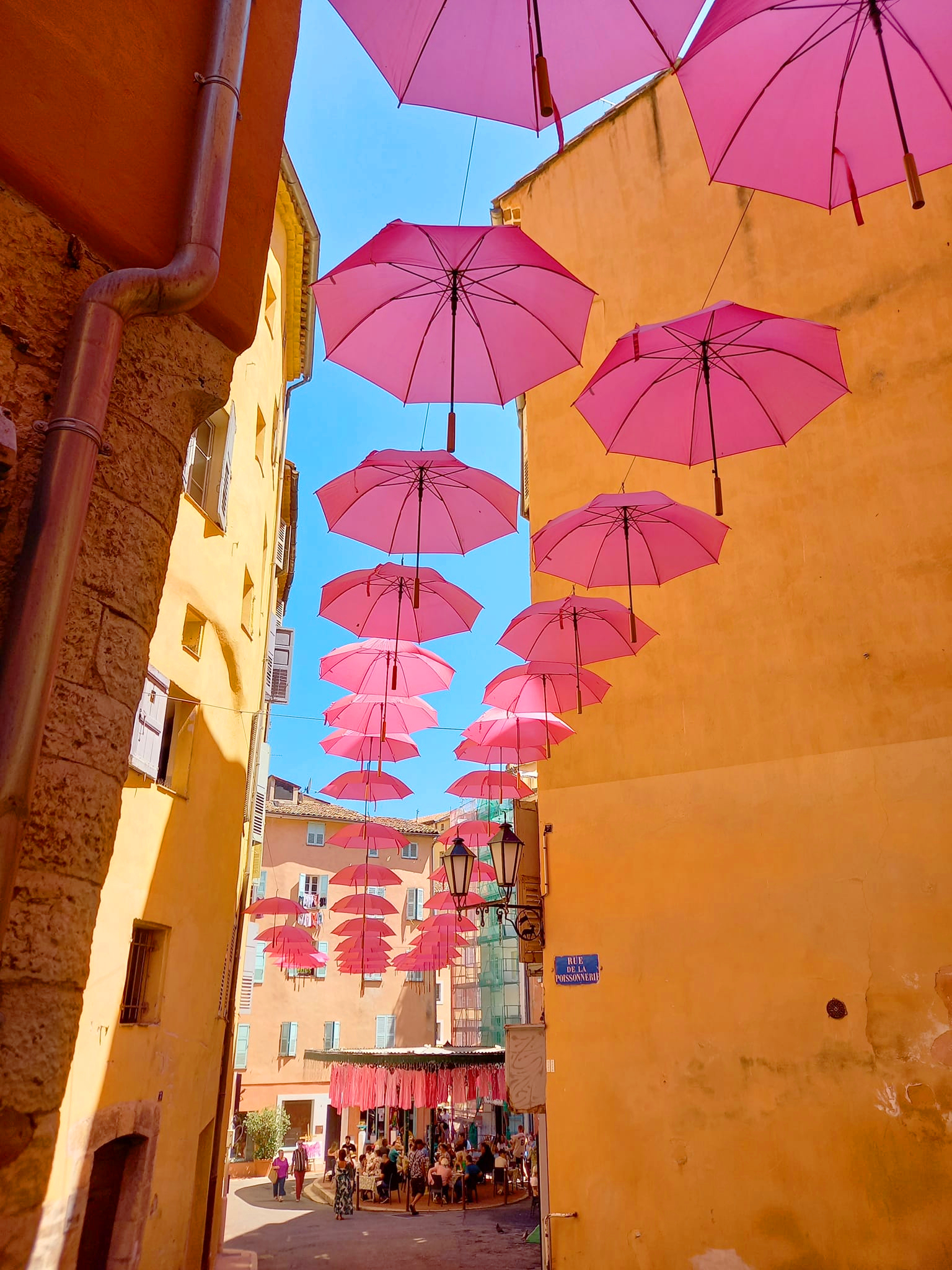
La rue et la place de la Poissonnerie avec les parapluies roses d'ExpoRose.

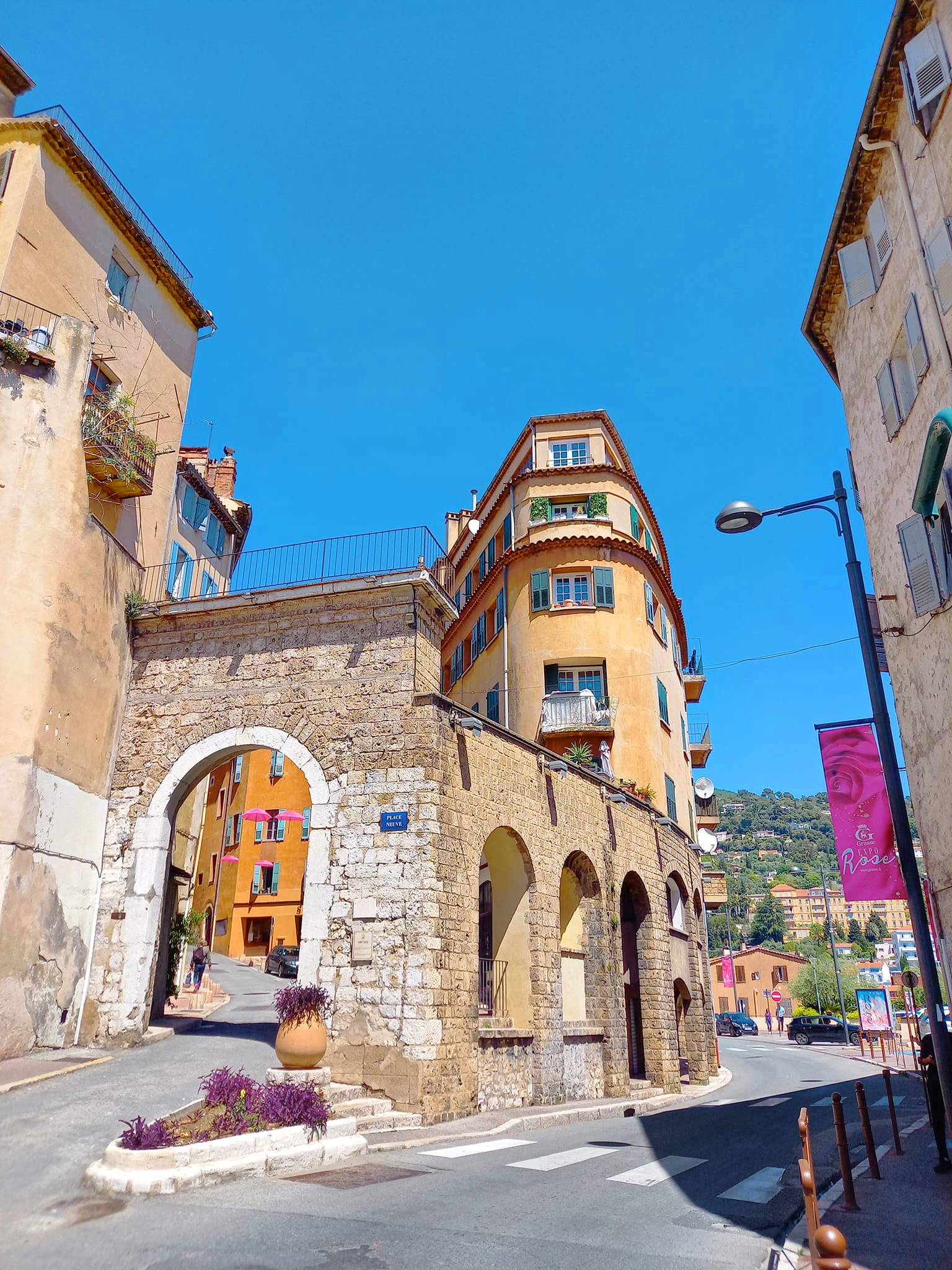
La Porte Neuve avec la rue de la Porte Neuve à gauche et le boulevard Gambetta à droite.

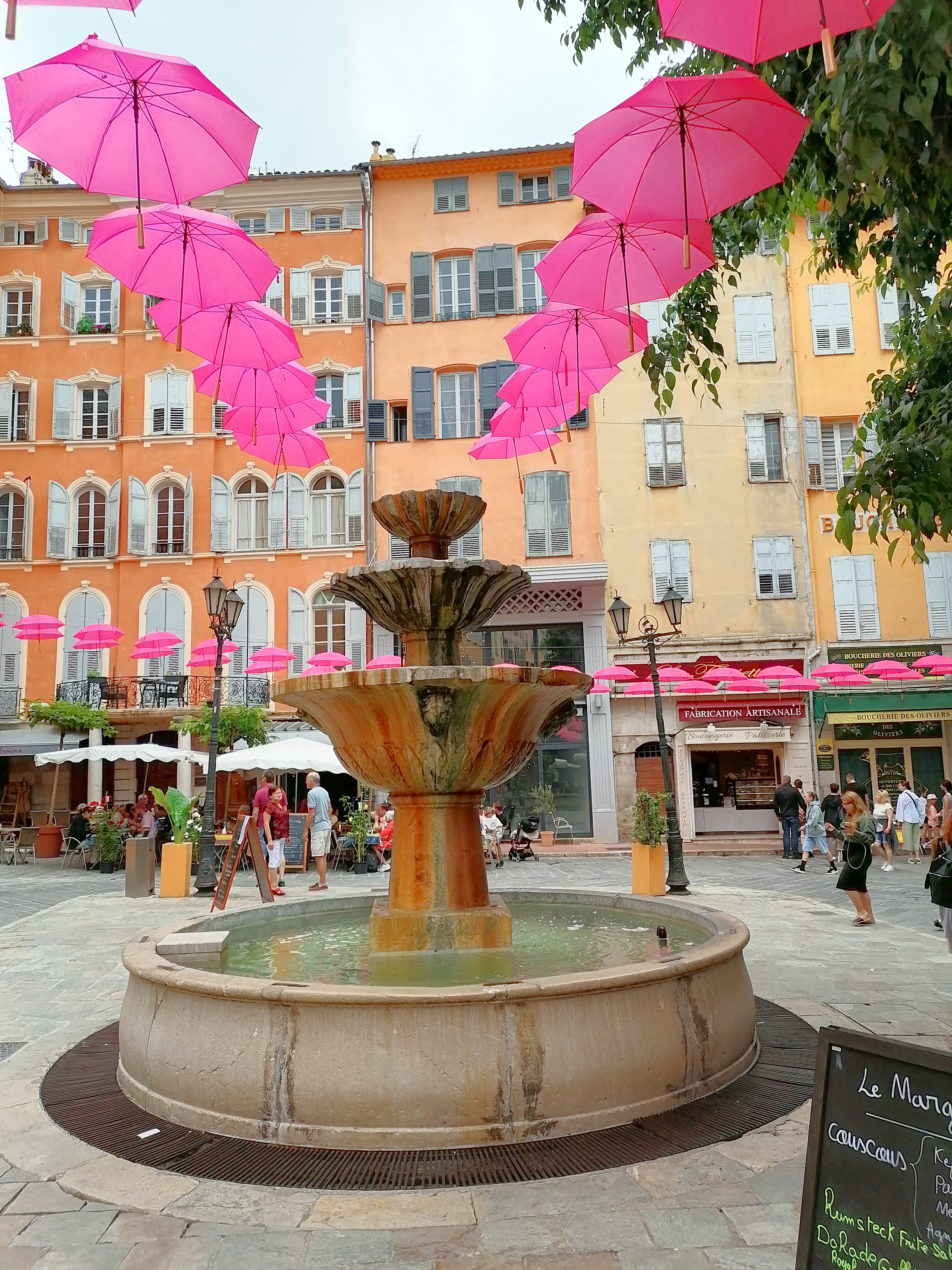
Fontaine remise en eau en 2024, érigée en 1821 par le talentueux sculpteur Sébastien PESETTI, place Aux Aires

Autour du centre-ville, les quartiers se composent de hameaux :
- Magagnosc ou Maganhòsc (à 400 m d'altitude[10]) apparaît dès 1248 sous le nom de « Magagnosc, faubourg de Grasse ». Les hameaux de Magagnosc ont été longtemps en procès contre la ville de Grasse, revendiquant leur autonomie. Deux requêtes adressées au roi en 1615 et en 1621 n'apportèrent rien à cette cause. Le 29 novembre 1820, Magagnosc obtient un adjoint spécial. Une grotte néolithique a été découverte par Marcellin Chiris à Magagnosc. Une église y est attestée dès le XIIIe siècle[11]. En 1901, Magagnosc comptait 348 habitants ;
- Le Plan dépend de Grasse depuis le 24 mars 1743. Il comprend la Paoute, ancien domaine de la famille de Sartoux, puis de la mairie de Cannes, Moulin de Brun, traversé par une ancienne voie romaine, Saint-Joseph, avec un ancien lac disparu subitement en 1816 et réapparu depuis et Sainte-Marguerite. Le pont du Plan date de 1784, le mur de Jeu de paume, la fontaine et le lavoir, alimentés par l'eau du canal de la Siagne, de 1878 et le groupe scolaire de 1886-1887. En 1901, le Plan comptait 784 habitants ;
- Plascassier (à 300 m d'altitude[10]), nom issu de « Plan escassier » et « Planscassier » qui signifie « plaine en hauteur » (en provençal, escassié veut dire monté sur échasses)[12]. Ce hameau a sa propre paroisse créée en 1770, l'église ayant été restaurée en 1882. La fontaine, inaugurée le 10 mai 1891, est alimentée par l'eau du Foulon. En 1901, Plascassier comptait 453 habitants. Plascassier fut connu comme étant le dernier lieu de résidence de la célèbre chanteuse Édith Piaf, qui y est décédée le 10 octobre 1963 ;
- Saint-François, anciennement appelé « camp rousse en ribes ». Lors de la construction de la chapelle Saint-François de Salles, le quartier prit son nom ;
- La Blaquière (rebaptisée Les Fleurs de Grasse) de « blachia », terre parsemée de chênes. C'est aujourd'hui le nom d'une cité de HLM classée quartier prioritaire avec 1 300 habitants en 2018[13] ;
- La Madeleine de La LM, est un quartier de Grasse. C'est aujourd'hui le nom d'une petite cité de HLM ;
- Les Aspres ou « Les Aspros » est un quartier traversé par le canal de la Siagne, orné de coteaux abrupts et rocheux ;
- La Marigarde ou « Maligardo », la construction du pont de la Marigarde en 1455 évita le passage dangereux entre deux cours d'eau. Le réseau d'égouts de la ville débouche depuis 1895 dans ce qui est aujourd'hui une station d'épuration ;
- Saint-Jean, du nom de sa chapelle : Saint-Jean de Malbosc ;
- Saint-Jacques, du nom de sa chapelle[14] ; il y avait un arrêt de chemin de fer ;
- Sainte-Anne, du nom de sa chapelle ;
- Saint-Mathieu, du nom de sa chapelle ;
- Saint-Antoine, du nom de sa chapelle ;
- Saint-Claude, du nom de sa chapelle.

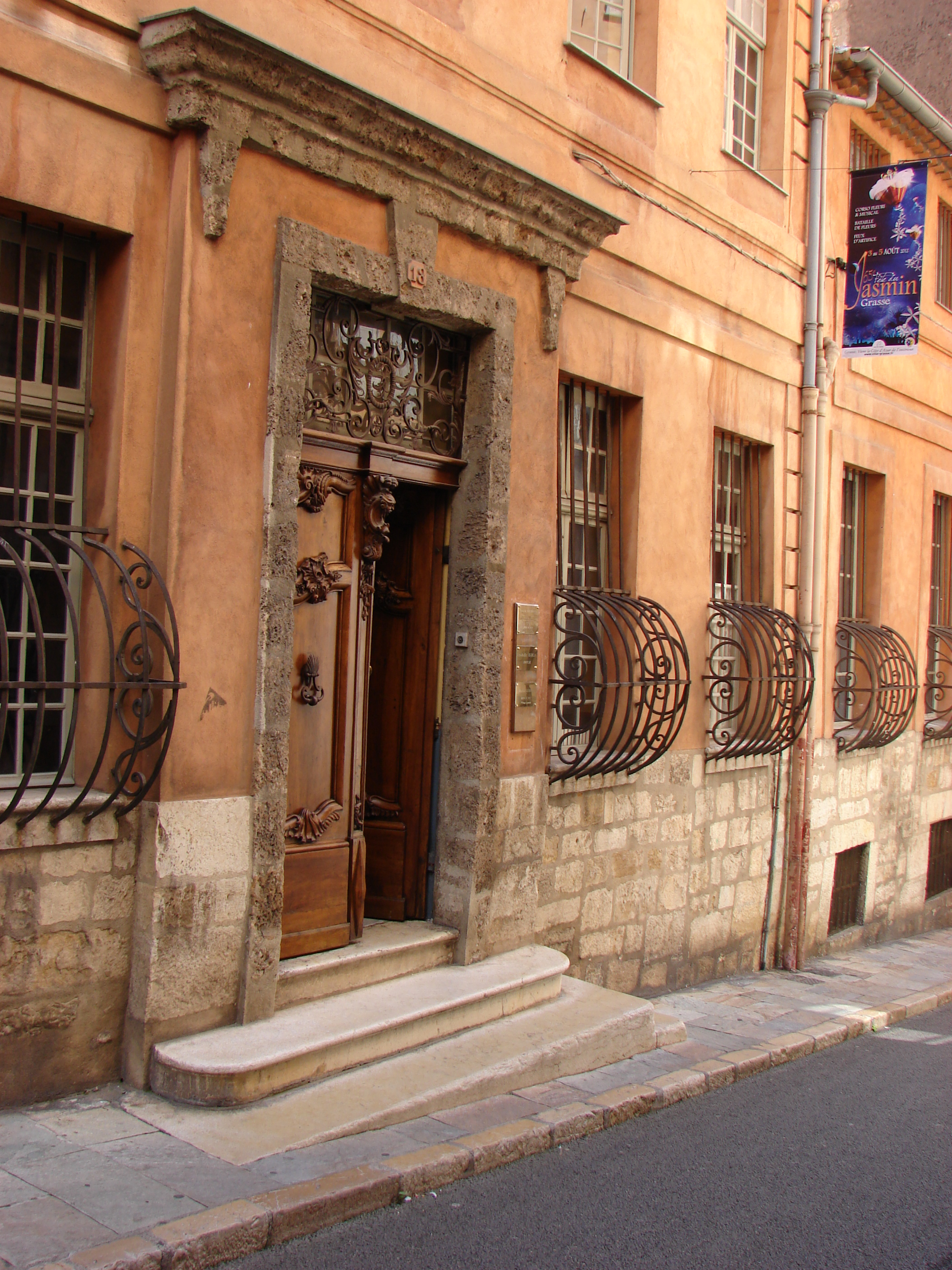
Hôtel Court de Fontmichel.
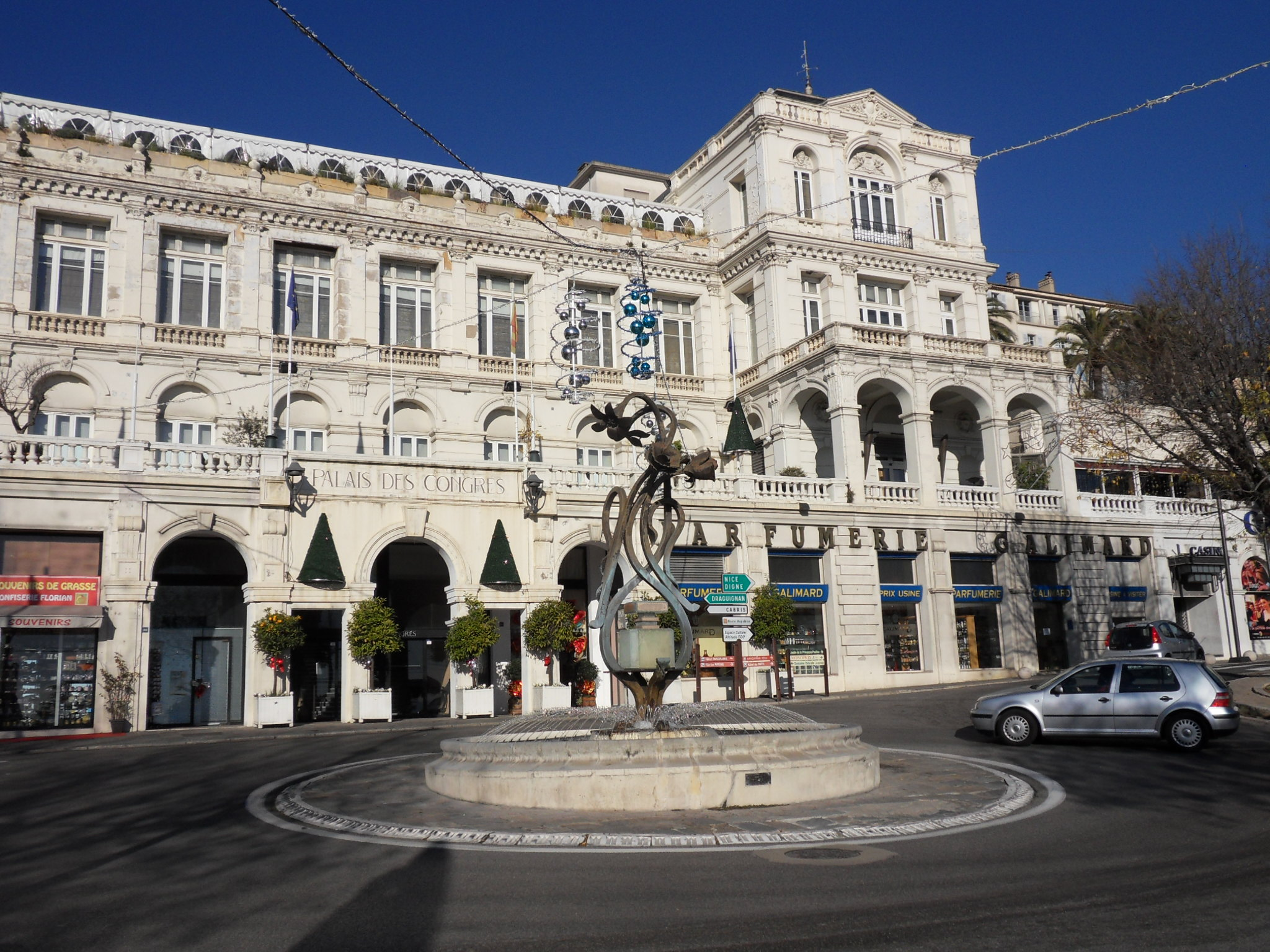
Palais des congrès et casino.
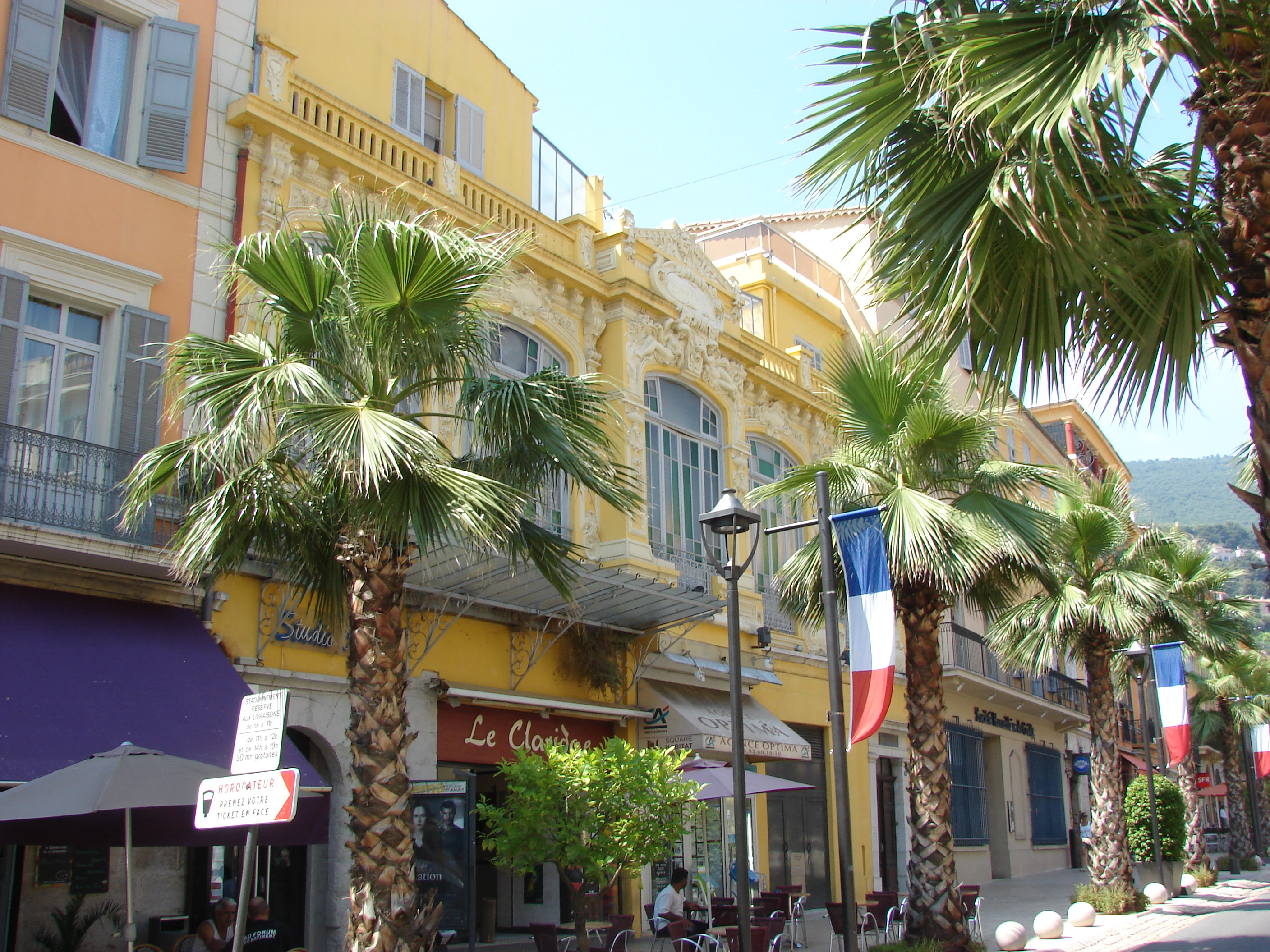
Boulevard du Jeu de Ballon.
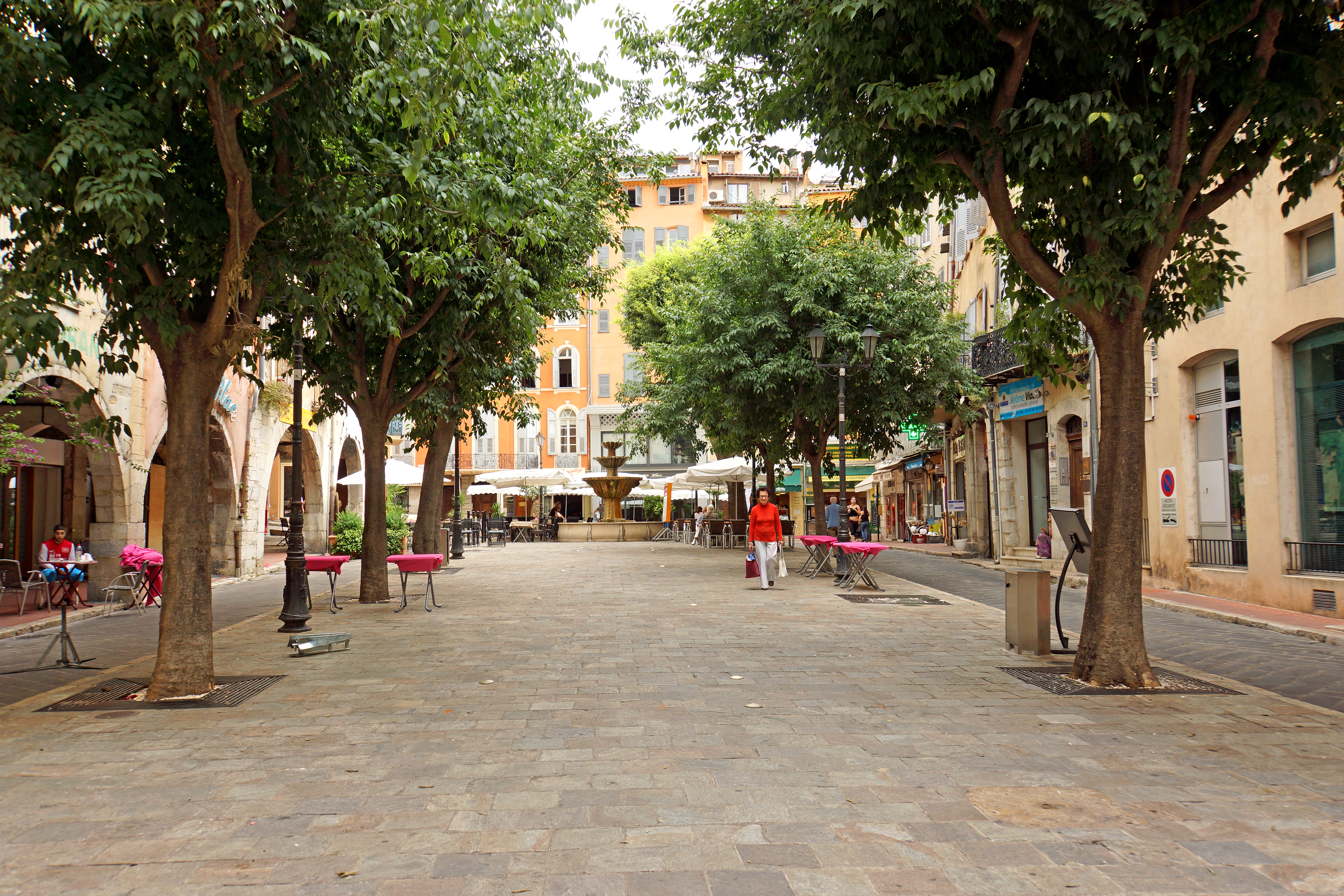
Place aux Aires.
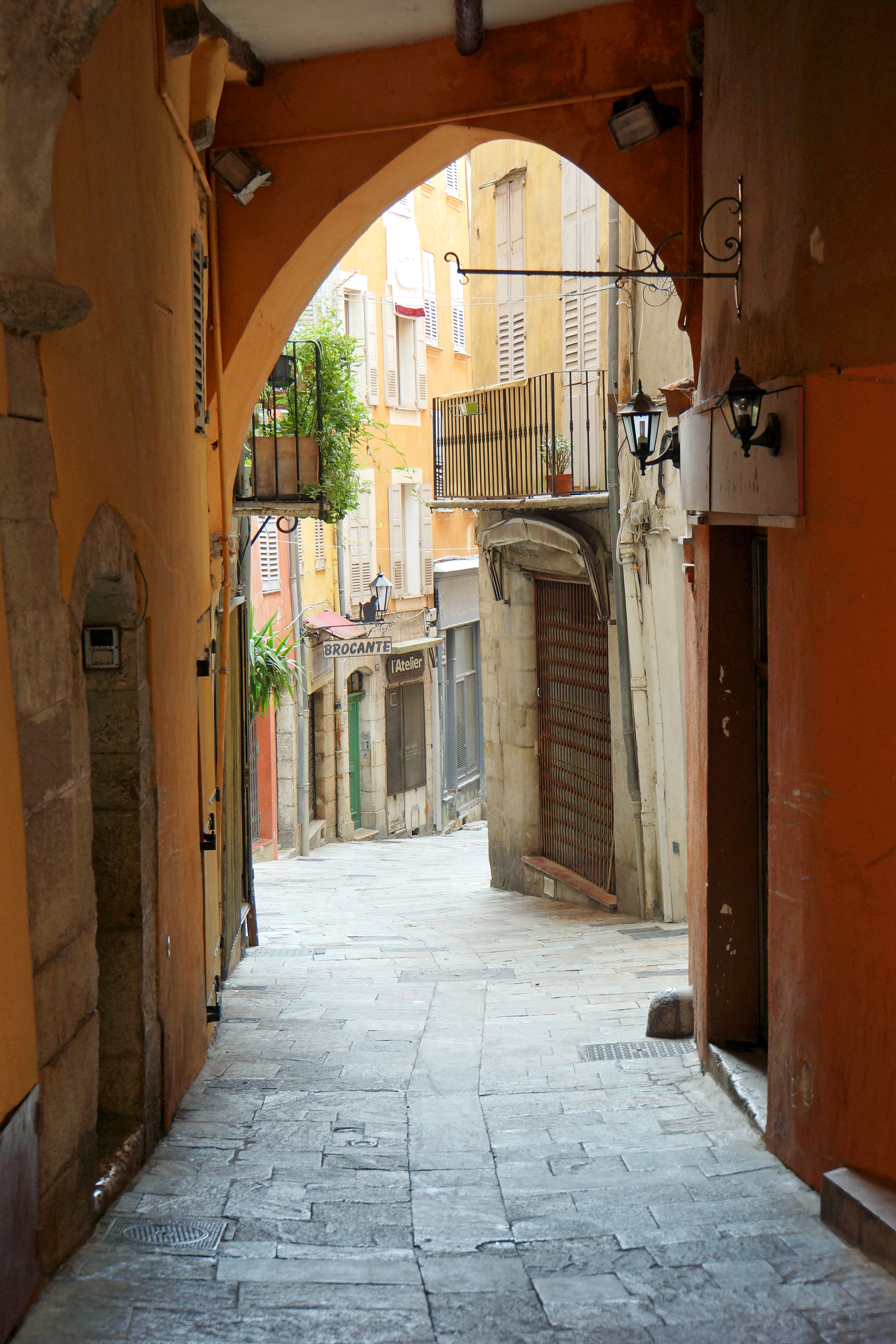
Ruelle dans la vieille ville.
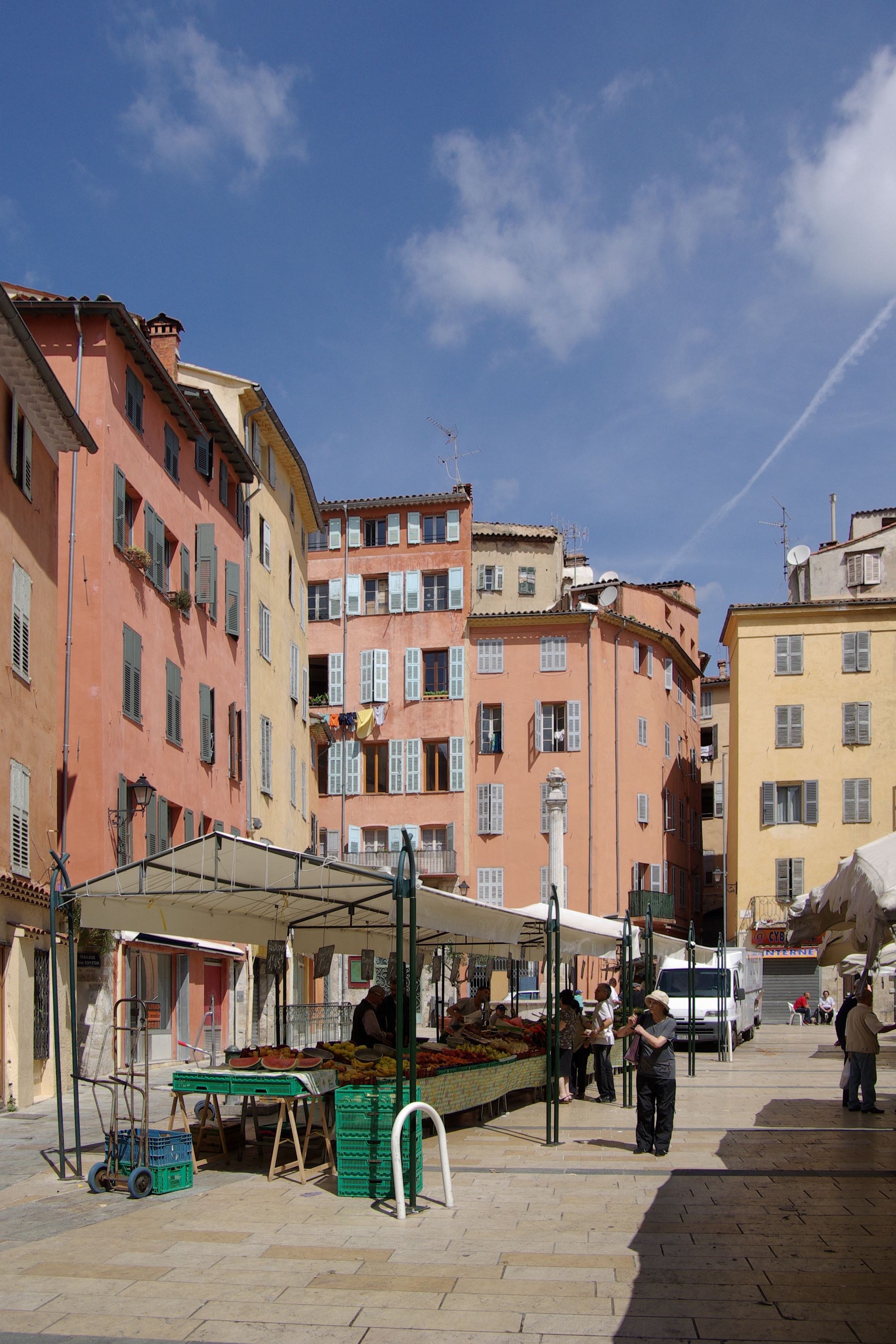
Place aux Herbes
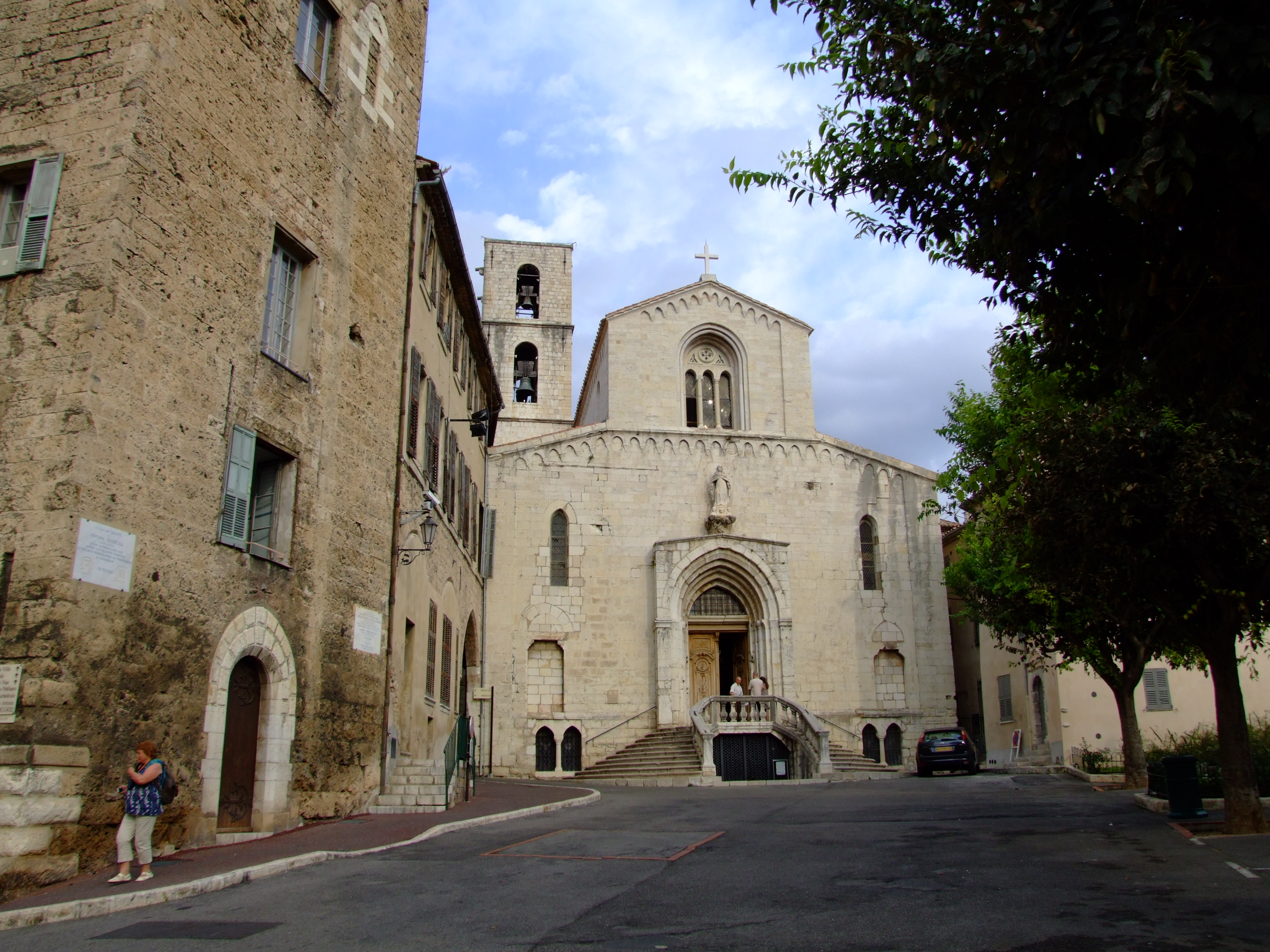
Cathédrale Notre-Dame-du-Puy de Grasse
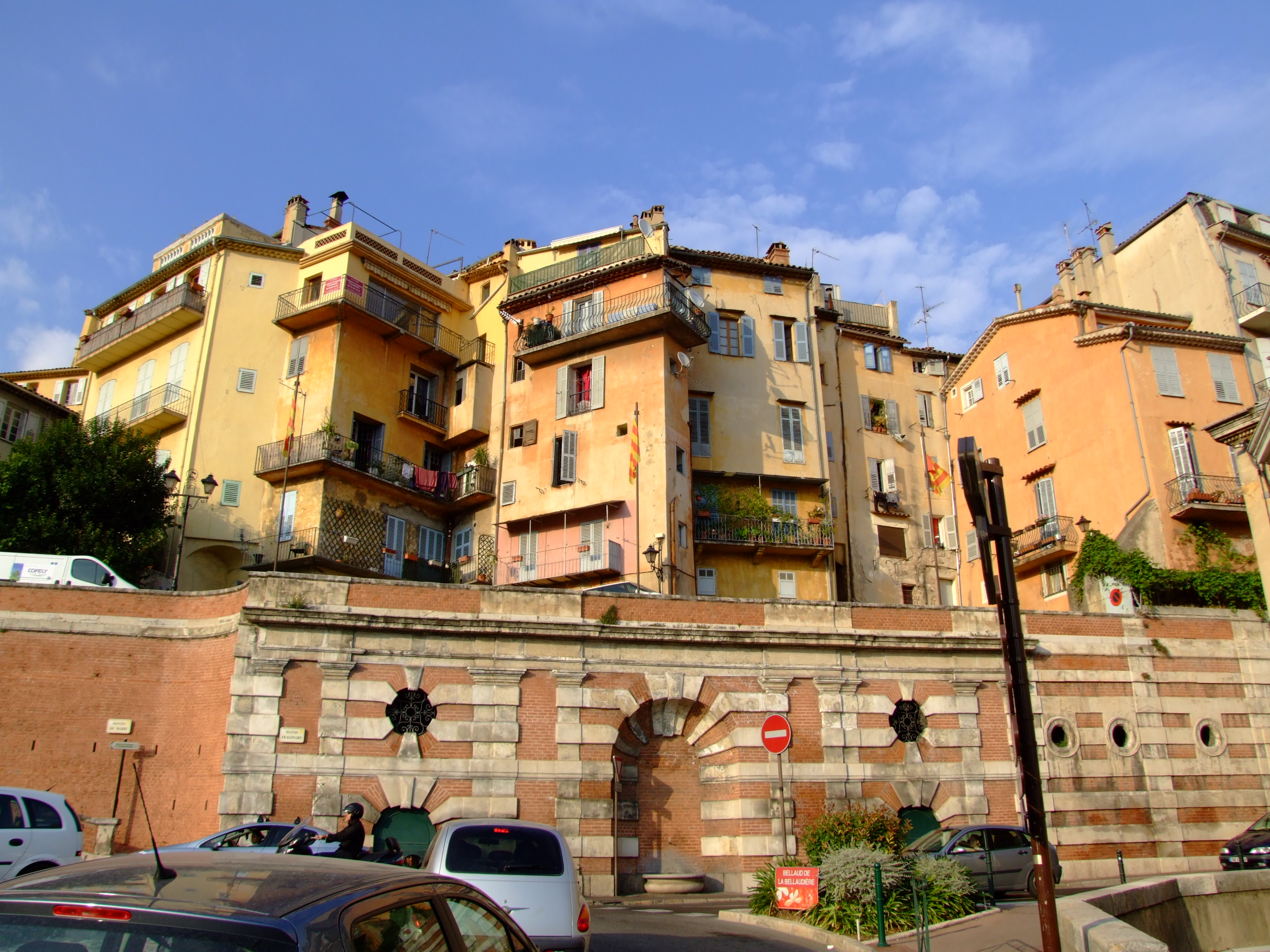

### Climat
Pour des articles plus généraux, voir Climat de Provence-Alpes-Côte d'Azur et Climat des Alpes-Maritimes.
En 2010, le climat de la commune est de type climat méditerranéen franc, selon une étude du Centre national de la recherche scientifique s'appuyant sur une série de données couvrant la période 1971-2000. En 2020, Météo-France publie une typologie des climats de la France métropolitaine dans laquelle la commune est exposée à un climat méditerranéen et se trouve dans la région climatique Var, Alpes-Maritimes, caractérisée par une pluviométrie abondante en automne et en hiver (250 à 300 mm en automne), un très bon ensoleillement en été (fraction d’insolation > 75 %), un hiver doux (8 °C) et peu de brouillards.
Pour la période 1971-2000, la température annuelle moyenne est de 14,7 °C, avec une amplitude thermique annuelle de 15,7 °C. Le cumul annuel moyen de précipitations est de 982 mm, avec 6,2 jours de précipitations en janvier et 2,5 jours en juillet. Pour la période 1991-2020, la température moyenne annuelle observée par la station météorologique de Météo-France la plus proche, « Pegomas », à Pégomas à 7 km à vol d'oiseau, est de 16,1 °C et le cumul annuel moyen de précipitations est de 983,2 mm. 
La température maximale relevée sur cette station est de 40,4 °C, atteinte le 19 juillet 2023 ; la température minimale est de −4,4 °C, atteinte le 17 janvier 2017,,.
| Mois                                  | jan.          | fév.          | mars        | avril         | mai           | juin          | jui.          | août          | sep.          | oct.          | nov.          | déc.          | année     |
| ------------------------------------- | ------------- | ------------- | ----------- | ------------- | ------------- | ------------- | ------------- | ------------- | ------------- | ------------- | ------------- | ------------- | --------- |
| Température minimale moyenne (°C)     | 4,4           | 4,2           | 6,4         | 9,3           | 12            | 16,2          | 18,8          | 18,8          | 15,8          | 12,4          | 8,5           | 5,4           | 11        |
| Température moyenne (°C)              | 9             | 9             | 11,5        | 14,3          | 17,2          | 21,6          | 24,5          | 24,7          | 21,5          | 17,3          | 12,9          | 10            | 16,1      |
| Température maximale moyenne (°C)     | 13,6          | 13,9          | 16,6        | 19,3          | 22,4          | 27            | 30,3          | 30,6          | 27,2          | 22,2          | 17,3          | 14,5          | 21,2      |
| Record de froid (°C) date du record   | −4,4 17.01.17 | −4,1 11.02.12 | −1 01.03.18 | 1,1 02.04.22  | 5,4 03.05.17  | 9,2 01.06.13  | 12,9 21.07.11 | 13,4 18.08.14 | 8,3 27.09.20  | 2,1 29.10.12  | −3 27.11.10   | −2 18.12.10   | −4,4 2017 |
| Record de chaleur (°C) date du record | 23 04.01.18   | 22,2 10.02.20 | 28 31.03.15 | 27,5 25.04.23 | 32,9 27.05.22 | 38,6 25.06.17 | 40,4 19.07.23 | 38,7 06.08.17 | 34,2 15.09.22 | 30,3 14.10.23 | 28,2 14.11.23 | 23,6 11.12.23 | 40,4 2023 |
| Précipitations (mm)                   | 76,2          | 83,1          | 96,7        | 77,4          | 59,5          | 52,4          | 25,3          | 20,6          | 51,4          | 147,3         | 190           | 103,3         | 983,2     |

| Diagramme climatique                                  |             |             |             |            |            |              |              |              |               |            |              |
| J                                                     | F           | M           | A           | M          | J          | J            | A            | S            | O             | N          | D            |
| 13,64,476,2                                           | 13,94,283,1 | 16,66,496,7 | 19,39,377,4 | 22,41259,5 | 2716,252,4 | 30,318,825,3 | 30,618,820,6 | 27,215,851,4 | 22,212,4147,3 | 17,38,5190 | 14,55,4103,3 |
| Moyennes : • Temp. maxi et mini °C • Précipitation mm |             |             |             |            |            |              |              |              |               |            |              |

Les paramètres climatiques de la commune ont été estimés pour le milieu du siècle (2041-2070) selon différents scénarios d'émission de gaz à effet de serre à partir des nouvelles projections climatiques de référence DRIAS-2020. Ils sont consultables sur un site dédié publié par Météo-France en novembre 2022.

### Transports et accès
Par la route, la ville est desservie par la pénétrante Cannes-Grasse qui relie l'autoroute A8 (par la sortie  42) au rond-point des 4 chemins au sud de la ville construit au début des années 1990. Les autres voies d'accès, moins importants : depuis Nice par la D 2085, depuis Draguignan par la D 562, puis la D 2562 et depuis Mandelieu-la-Napoule par D 109, puis la D 209. Depuis Grenoble, on peut accéder à Grasse par la route Napoléon (RN 85), une route historique qui suit le trajet qu'emprunta Napoléon Ier à son retour de l'Île d'Elbe, au début des Cent-Jours. Après avoir débarqué le 1er mars 1815 à Golfe Juan, avec une petite armée de 1 200 hommes, Napoléon prit la direction de Grasse pour rejoindre les Alpes par la vallée de la Durance. En outre, l'Association Nationale des Élus de la Route Napoléon (ANERN) est présidée par le maire de Grasse, Jean-Pierre Leleux.
Par le bus, la ville est accessible grâce aux lignes du réseau Zou! exploitées par le conseil régional : avec le 500 depuis Nice, le 610 depuis Cannes (par Pégomas), le 600 (par Mouans-Sartoux) ou encore le 511 depuis Vence. À l'intérieur de la ville et dans l'ensemble du pays grassois, de Mougins à Saint-Auban, le transport en commun est assuré par le syndicat intercommunal Sillages, présidé par François Reyne, 3e adjoint au maire de Grasse.
Les transports ferroviaires furent jadis très nombreux dans la ville : jusqu'au milieu du XXe siècle, la ligne Grasse-Cannes reliait les deux villes par le train sous l'égide de la compagnie du chemin de fer Paris-Lyon-Méditerranée, la ligne de chemin de fer à voie métrique de Meyrargues-(Bouches-du-Rhône) à Draguignan-Grasse-Nice qui reliait la ville avec l'est et l'ouest était quant à elle exploitée par la Compagnie des Chemins de fer de Provence (elle fut détruite par les bombardements allemands durant la Seconde Guerre mondiale), le tramway reliait Cannes et Grasse, et le funiculaire reliait la gare ferroviaire au centre-ville.

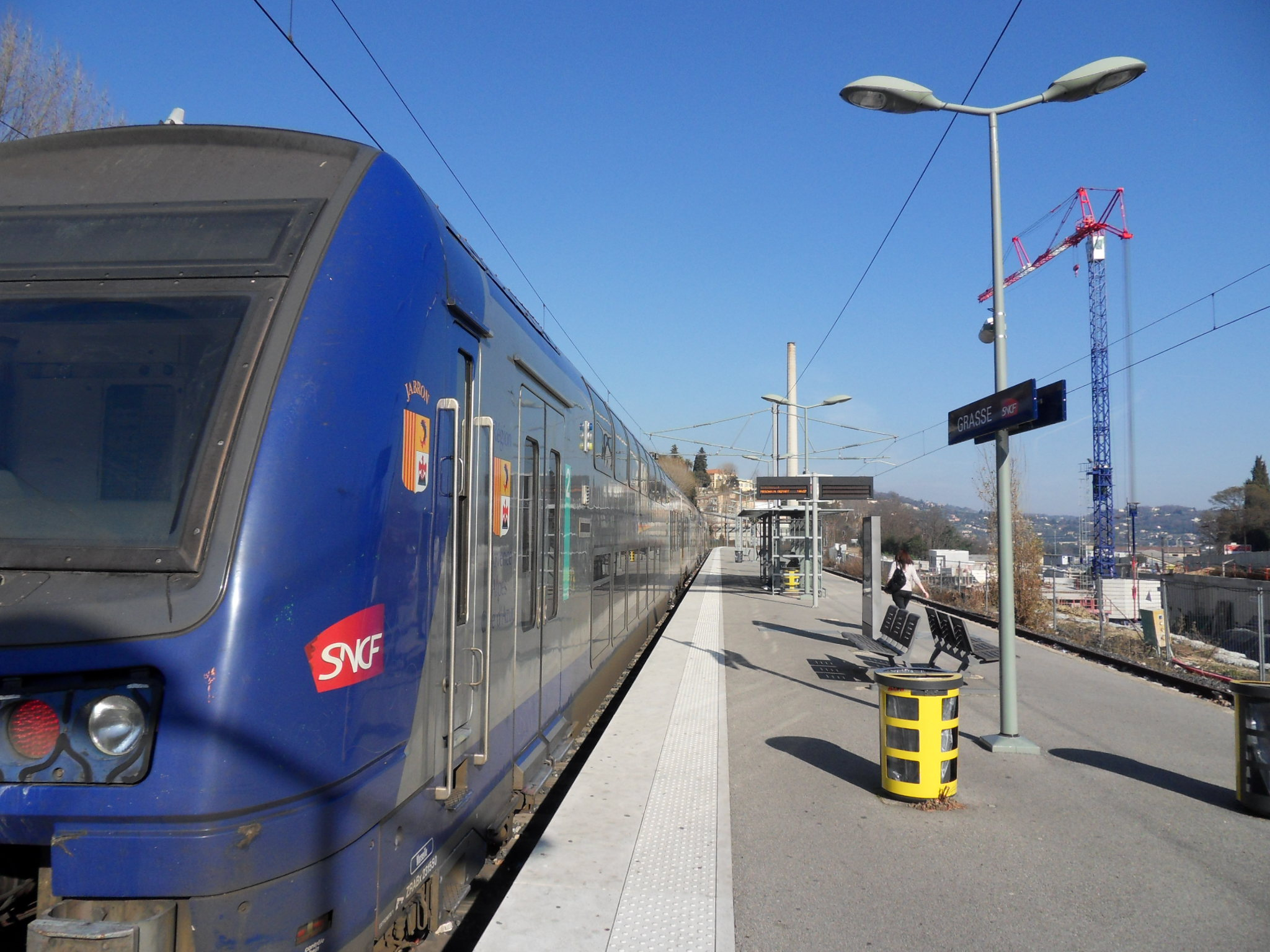
Le quai de la gare de Grasse.

Aujourd'hui, la gare de Grasse, fermée depuis 1944, a été remise en service par la SNCF, sous l'impulsion des collectivités locales et de l'État dans le cadre du Contrat de plan État-Région : elle a été rouverte au service voyageur le 26 mars 2005,. Un TER y circule toutes les heures et on y enregistre une fréquentation de près de 2 500 passagers par jour.
Les déplacements à vélo, dans une commune au relief très chaotique seront appréciés par les cyclistes grimpeurs chevronnés. Les routes (200 km de voirie en tout) sont souvent très étroites et donc peu équipées de pistes cyclables, même si de tels équipements se sont multipliés sur les voies principales ou les voies les plus larges durant ces dernières années. Un projet de remise en service d'un funiculaire reliant la gare SNCF au centre-ville a été abandonné (2010).[réf. nécessaire]

## Urbanisme

### Typologie
Au 1er janvier 2024, Grasse est catégorisée centre urbain intermédiaire, selon la nouvelle grille communale de densité à sept niveaux définie par l'Insee en 2022.
Elle appartient à l'unité urbaine de Nice, une agglomération intra-départementale regroupant 51 communes, dont elle est une commune de la banlieue,,. Par ailleurs, Grasse fait partie de l'aire d'attraction de Cannes - Antibes, dont elle est une commune de la couronne,. Cette aire, qui regroupe 24 communes, est catégorisée dans les aires de 200 000 à moins de 700 000 habitants,.

### Occupation des sols
L'occupation des sols de Grasse, telle qu'elle ressort de la base de données européenne d’occupation biophysique des sols Corine Land Cover (CLC), est marquée par l'importance des territoires artificialisés (47,2 % en 2018), en augmentation par rapport à 1990 (29,8 %). La répartition détaillée en 2018 est la suivante : zones urbanisées (37,8 %), forêts (23,2 %), zones agricoles hétérogènes (13,8 %), milieux à végétation arbustive et/ou herbacée (11,4 %), zones industrielles ou commerciales et réseaux de communication (6,8 %), cultures permanentes (4,1 %), espaces verts artificialisés, non agricoles (2,6 %), espaces ouverts, sans ou avec peu de végétation (0,3 %).
L'IGN met par ailleurs à disposition un outil en ligne permettant de comparer l’évolution dans le temps de l’occupation des sols de la commune (ou de territoires à des échelles différentes). Plusieurs époques sont accessibles sous forme de cartes ou photos aériennes : la carte de Cassini (XVIIIe siècle), la carte d'état-major (1820-1866) et la période actuelle (1950 à aujourd'hui).

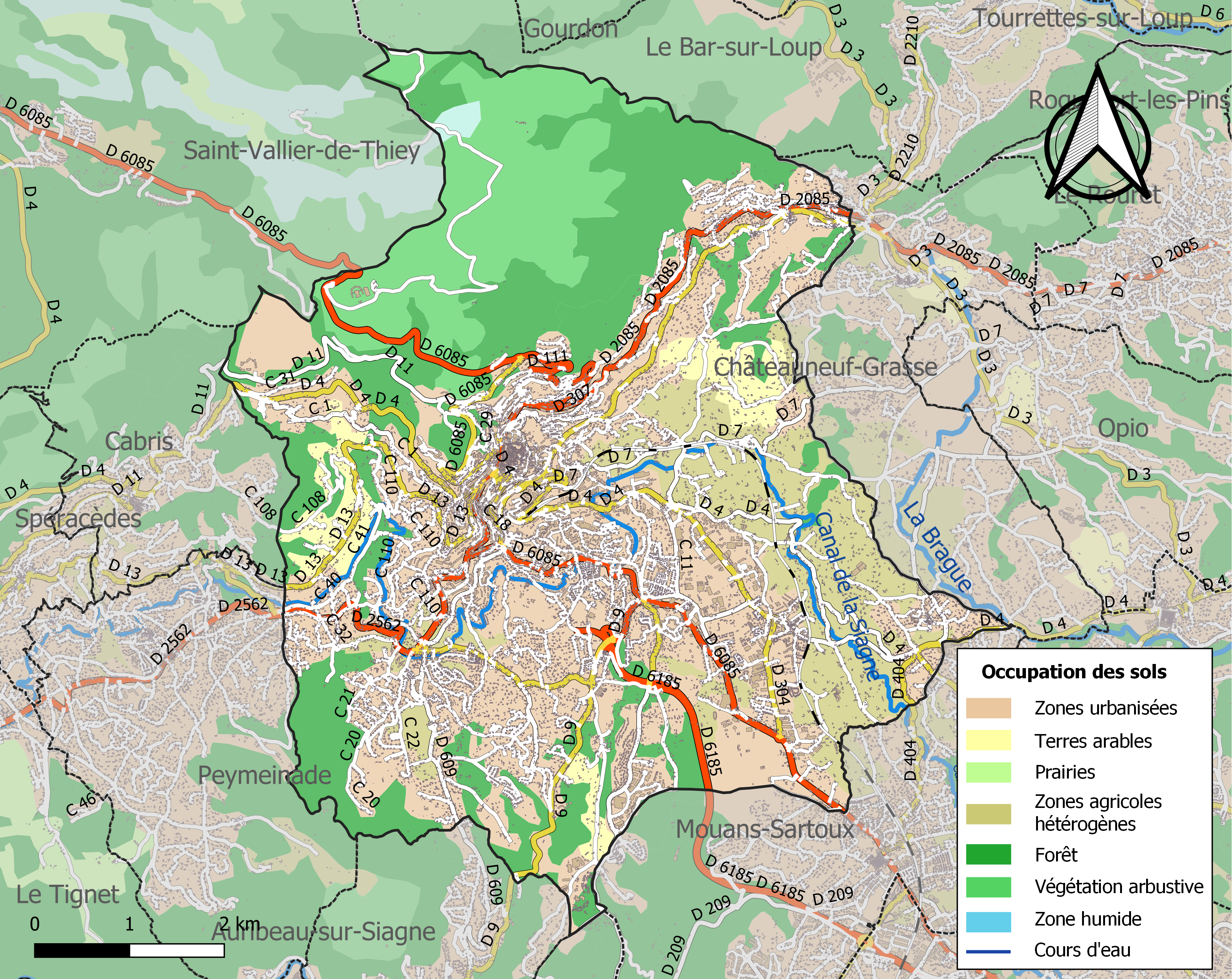
Carte de l'occupation des sols de la commune en 2018 (CLC).
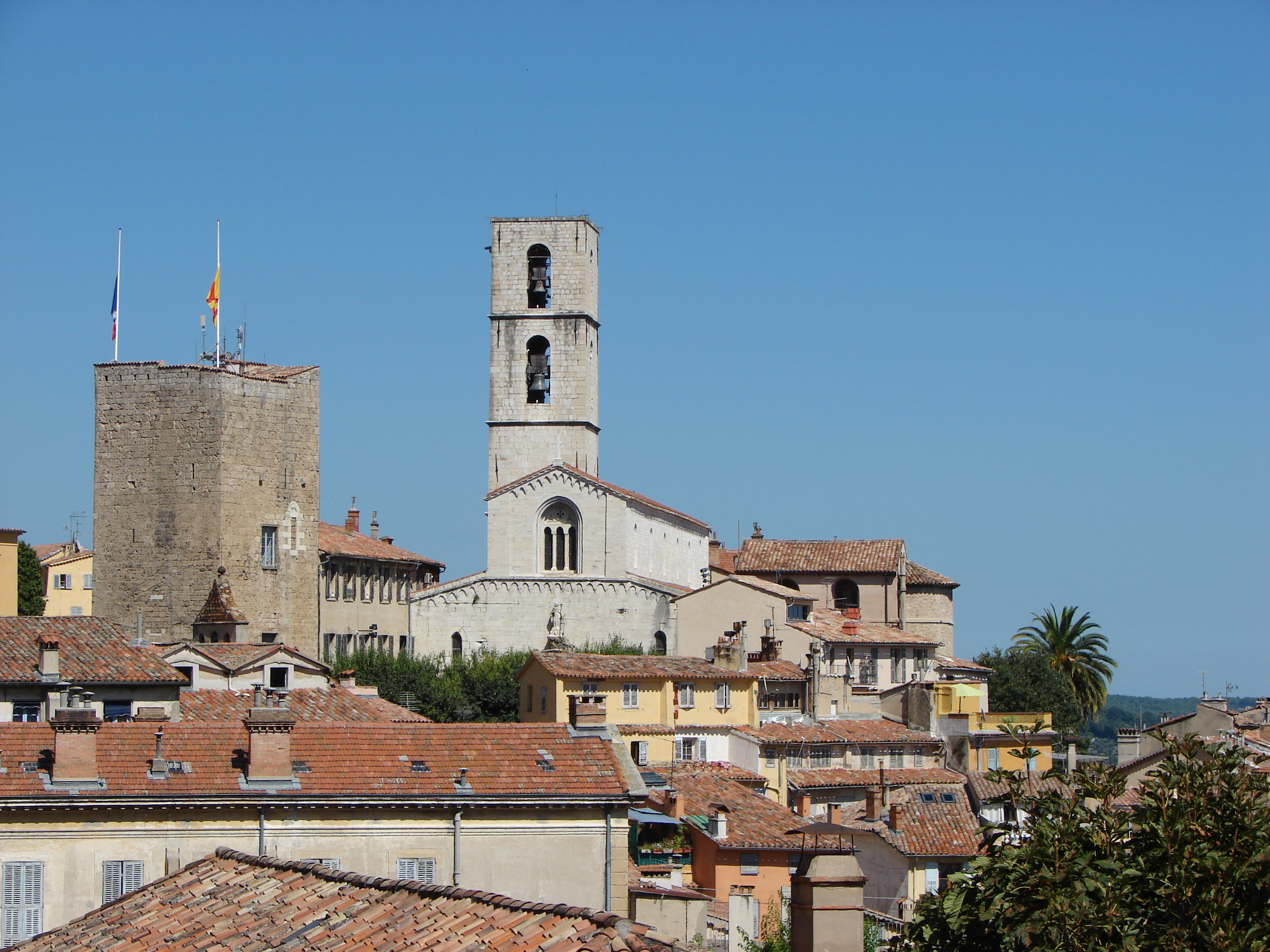
la vieille ville avec la cathédrale Notre-Dame du Puy de Grasse au centre.

### Logement

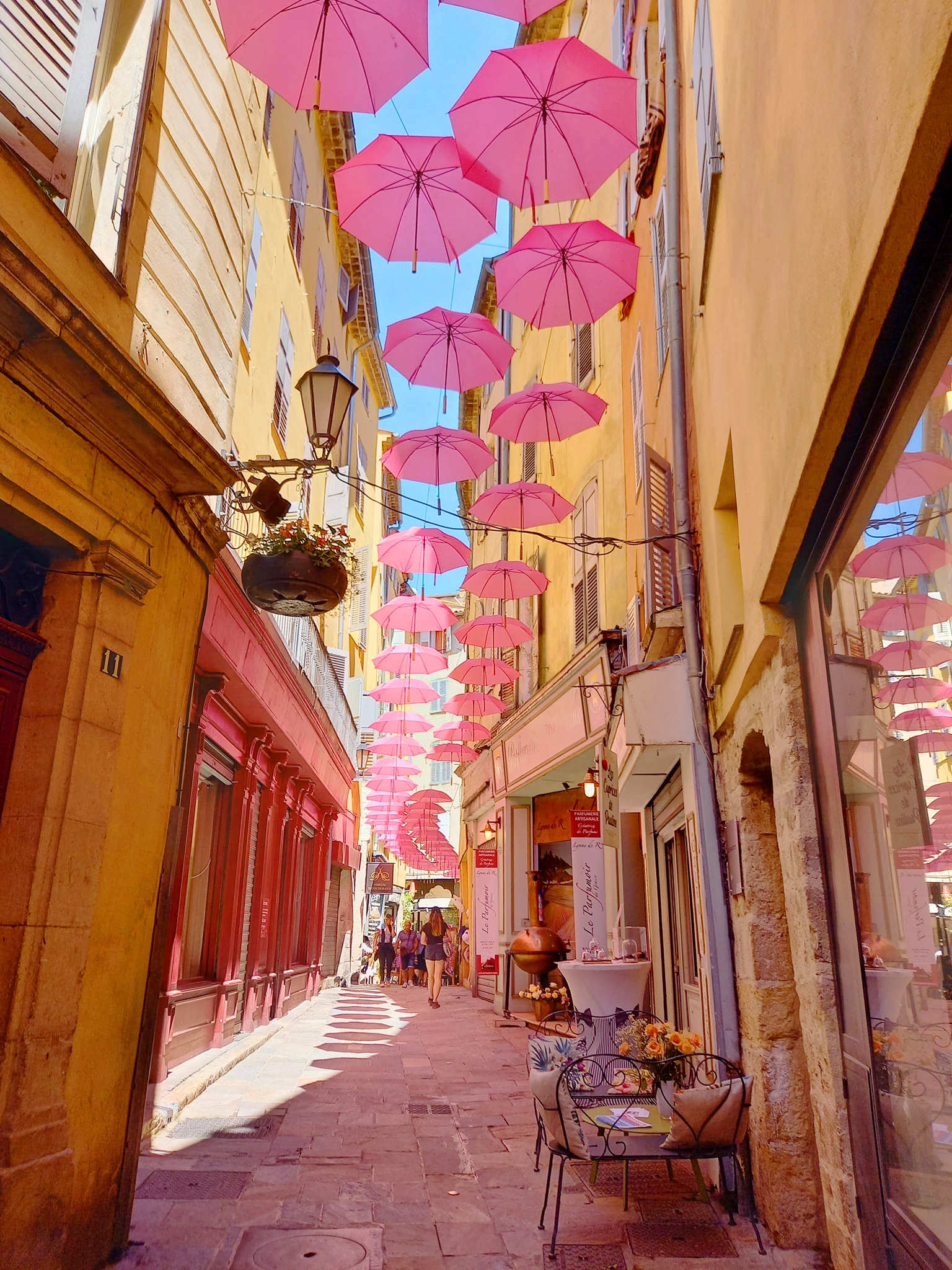
Une ruelle pittoresque de la vieille ville.

Le parc immobilier en 1999 est constitué de 21 917 logements dont 17 637 résidences principales (80,5 %) et 1 639 résidences secondaires (7,5 %). À cette date, sur les 17 637 titulaires de résidences principales, 51,7 % sont des propriétaires et 41,8 % des locataires. Le prix moyen de l'immobilier dans la ville s'élevait en 1999 à 2 843,62 €/m2. Ce prix a subi jusqu'en 2004 des hausses extrêmement élevées (+10 % par an en moyenne), avant de se stabiliser en 2005.[réf. nécessaire]
Longtemps contenue, l'urbanisation a explosé depuis 2001 avec la multiplication des chantiers de logements, notamment en centre-ville. Ainsi, entre 1999 et 2006, le nombre de logements s'est accru de 8 %, passant de 21 917 à 23 669, soit 1 752 de plus. Le parc immobilier est composé à 61,6 % d'appartements, 36 % de maisons individuelles et 2,6 % d'autres habitations.
Pour apporter une réponse à la demande croissante de nouveaux logements, concomitante de l'explosion démographique, la mairie a délivré un nombre annuel de permis de construire correspondant à 250 logements (en 2005). L'un des objectifs est de concentrer les constructions dans le centre historique par la rénovation de logements anciens. Pour ce faire, la Société d'économie mixte (SEM) Grasse Développement, créée en 1975 et détenue à 80 % par la ville de Grasse finance et coordonne la réhabilitation des logements anciens et l'aménagement urbain. En outre, le conseil municipal a adopté le Plan local d'urbanisme (PLU) le 28 juin 2007. Celui-ci est entré en application en août 2007. Il prévoit un accroissement modéré de la construction visant à ne pas dépasser une moyenne de 200 habitants de plus par an alors que sur les sept dernières années il a été de 700.
En 2005, la ville comptait 14 % de logements sociaux, un taux qui est en dessous des exigences imposées par la loi relative à la solidarité et au renouvellement urbains (20 %), mais qui figure cependant parmi les meilleurs du département.

## Toponymie
L'origine du nom de la ville n'est pas formellement identifiée, mais dérive peut-être de Podium Grassum qui signifie en latin « Grand Puy », du nom de la colline sur laquelle est installé depuis l'origine le cœur de la ville. Avec l'usage, la dénomination latine se serait simplifiée et aurait finalement donné le nom actuel : « Grasse ».
Ainsi, la ville possède aussi un nom en provençal qui s'écrit sous plusieurs variantes orthographiques : Grassa en norme classique, Grasso en norme mistralienne et Grasà en norme bonnaudienne.
Ce nom apparait pour la première fois dans les textes au XIe siècle. Il fut porté pour la première fois par le petit-fils de Rodoard : Guillaume Gauceran qui, dans une charte du 15 octobre 1040, signa « Guillelmus de Grassa ». Cette première trace se trouve dans le Cartulaire de l’Abbaye de Saint-Victor de Marseille,,,,,.

## Politique et administration
De même que l'ensemble de l'arrondissement de Grasse, Grasse a été détachée du département du Var, dont elle a été le chef-lieu, en 1860, pour former avec le comté de Nice, offert à la France de Napoléon III par le roi de Sardaigne à la suite de la participation française dans l'unification italienne, le département des Alpes-Maritimes. En 2010, la commune de Grasse a été récompensée par le label « Ville Internet @@@ ».

### Découpage administratif
Avant 1985, Grasse ne formait qu'un seul canton. Depuis, Grasse est chef-lieu de deux cantons :
| Conseillers départementaux                | Parti   | Canton   | Code cantonal | Population (2017) |
| Michèle Olivier / Jérôme Viaud            | LR      | Grasse-1 | 06 11         | 44 888            |
| Marie-Louise Gourdon / Mathieu Panciatici | PS / DE | Grasse-2 | 06 12         | 40 095            |

Les découpages des circonscriptions utilisés pour les élections législatives francaises au niveau des Alpes-Maritimes : la commune de Grasse est divisée en deux cantons "législatifs" qui sont le canton Grasse-Nord appartenant à la 2ème circonscription législative (Loic Dombreval) et le canton Grasse-Sud appartenant à la 9ème circonscription (Michèle Tabarot).

### Liste des maires
| Période        | Période        | Identité                           | Étiquette            | Qualité |
| -------------- | -------------- | ---------------------------------- | -------------------- | --- |
| août 1944      | mai 1947       | Dr Pierre Colomban (1897-1947)     | SFIO                 | Médecin, résistant du mouvement Combat Décédé en fonction |
| mai 1947       | octobre 1947   | Honoré Lions                       | SFIO                 | Premier adjoint du précédent |
| octobre 1947   | septembre 1951 | Pierre Ziller                      | RPF                  | Industriel dans la parfumerie Conseiller général de Grasse (1949 → 1955) Démissionnaire |
| septembre 1951 | avril 1953     | Albert Ferré (1883-1970)           | Socialiste           | Ancien confiseur, résistant du mouvement Combat |
| avril 1953     | mars 1959      | Dr Jean Fanton d'Andon (1890-1986) | RGR                  | Médecin ORL Conseiller général de Grasse (1955 → 1961) |
| mars 1959      | mars 1971      | Honoré Lions                       | SFIO                 | Entrepreneur |
| mars 1971      | mars 1977      | Hervé de Fontmichel                | Rad.                 | Avocat, ancien conseiller municipal de Nice Conseiller général de Grasse (1971 → 1985) |
| mars 1977      | mars 1983      | Georges Vassallo                   | PCF                  | Directeur de collège, ancien conseiller municipal de Tende Conseiller régional de Provence-Alpes-Côte d'Azur (1978 → 1983) Vice-président du conseil régional (1978 → 1983) |
| mars 1983      | juin 1995      | Hervé de Fontmichel                | UDF-Rad.             | Avocat et juriste, membre du Conseil d'État Conseiller régional de Provence-Alpes-Côte d'Azur (1986 → 1998) Conseiller général de Grasse (1971 → 1985) Conseiller général de Grasse-Sud (1985 → 1989) Conseiller général de Grasse-Nord (1992 → 1994) Vice-président du conseil général (1979 → 1986 et 1992 → 1994) Suppléant du député Pierre Bachelet (1988-1993)                                                       |
| juin 1995      | mars 2014      | Jean-Pierre Leleux                 | MPF puis DL puis UMP | Enseignant en économie, ancien assureur Sénateur des Alpes-Maritimes (2008 → 2020) Conseiller général de Grasse-Sud (1989 → 1998) Conseiller général de Grasse-Nord (2004 → 2008) Vice-président du conseil général (2004 → 2008) Président du Pôle Azur Provence (2001 → 2013) Président de la CA du Pays de Grasse (2014) Suppléant du député Pierre Bachelet (1993-1997) puis de la députée Michèle Tabarot (2002-2007) |
| mars 2014      | En cours       | Jérôme Viaud (1977- )              | UMP → LR             | Chef d'entreprise, ancien chargé de mission Conseiller général de Grasse-Nord (2008 → 2015) Conseiller départemental de Grasse-1 (2015 → ) Vice-président du conseil départemental (2015 → ) Président de la CA du Pays de Grasse (2014 → ) Suppléant de la députée Michèle Tabarot Réélu pour le mandat 2020-2026 |

### Récapitulatif de résultats électoraux récents
| Scrutin             | 1er tour | 1er tour    | 1er tour | 1er tour | 1er tour | 1er tour | 1er tour | 1er tour | 1er tour | 1er tour | 1er tour | 1er tour | 2d tour     | 2d tour     | 2d tour     | 2d tour     | 2d tour     | 2d tour     | 2d tour     | 2d tour     | 2d tour     |
| Scrutin             | 1er      | 1er         | %        | 2e       | 2e       | %        | 3e       | 3e       | %        | 4e       | 4e       | %        | 1er         | 1er         | %           | 2e          | 2e          | %           | 3e          | 3e          | %           |
| ------------------- | -------- | ----------- | -------- | -------- | -------- | -------- | -------- | -------- | -------- | -------- | -------- | -------- | ----------- | ----------- | ----------- | ----------- | ----------- | ----------- | ----------- | ----------- | ----------- |
| Municipales 2014    |          | UMP         | 33,41    |          | PS       | 23,21    |          | FN       | 21,05    |          | DVD      | 14,69    |             | UMP         | 41,47       |             | SE          | 38,62       |             | FN          | 19,90       |
| Européennes 2014    |          | FN          | 31,31    |          | UMP      | 22,97    |          | EELV     | 9,51     |          | PS       | 9,07     | Tour unique | Tour unique | Tour unique | Tour unique | Tour unique | Tour unique | Tour unique | Tour unique | Tour unique |
| Régionales 2015     |          | FN          | 39,02    |          | UMP      | 30,65    |          | PS       | 15,99    |          | EELV     | 5,25     |             | LR          | 57,32       |             | FN          | 42,68       | Pas de 3e   | Pas de 3e   | Pas de 3e   |
| Présidentielle 2017 |          | FN          | 27,88    |          | LR       | 22,23    |          | EM       | 19,73    |          | LFI      | 18,03    |             | LREM        | 56,95       |             | FN          | 43,05       | Pas de 3e   | Pas de 3e   | Pas de 3e   |
| Européennes 2019    |          | RN          | 28,30    |          | LREM     | 21,21    |          | EELV     | 14,24    |          | LR       | 9,02     | Tour unique | Tour unique | Tour unique | Tour unique | Tour unique | Tour unique | Tour unique | Tour unique | Tour unique |
| Municipales 2020    |          | LR-UDI-MHAN | 52,40    |          | DVG      | 15,39    |          | AEI      | 8,77     |          | RN       | 8,12     |             | DVD         | 5,51        |             | PS          | 4,58        |             | Agir-MRSL   | 3,82        |
| Régionales 2021     |          | RN          | 34,10    |          | LR       | 31,27    |          | PS       | 17,47    |          | EELV     | 7,27     |             | LR          | 60,02       |             | RN          | 39,98       | Pas de 3e   | Pas de 3e   | Pas de 3e   |
| Présidentielle 2022 |          | LREM        | 23,40    |          | NUPES    | 23,11    |          | RN       | 20,02    |          | LR       | 15,09    |             | LREM        | 54,27       |             | RN          | 45,73       | Pas de 3e   | Pas de 3e   | Pas de 3e   |

### Politique de développement durable
La ville a engagé une politique de développement durable en lançant une démarche d'Agenda 21.

### Fiscalité
La fiscalité locale est « supérieure à celle des communes comparables de la région » selon le rapport de la Chambre régionale des comptes de Provence-Alpes-Côte d'Azur, réalisé en décembre 2005. Les finances communales ont longtemps été grevées par un passif dû à des investissements importants et parfois malencontreux dans les années 1980/90 et dont le « scandale de la pyrofusion », est le plus connu. Les taxes locales, en augmentation jusqu'en 1996 ont alors été réduites, puis légèrement augmentées. Ensuite, elles sont restées stables entre 1996 et 2008. Cependant en 2009, les impôts locaux augmentaient de 5,49 % malgré un endettement croissant (75 millions d'euros en 2007) et le transfert de compétences et de charges à la communauté d'agglomération. La Taxe d'enlèvement des ordures ménagères (taxe intercommunale) est comme pour la plupart des intercommunalités en forte hausse (mise aux normes et mise en place du tri sélectif). L'absence de solution pérenne de traitement des déchets devrait maintenir cette tendance, la décharge de la Glacière à Villeneuve-Loubet ayant fermé.
Grasse faisant partie d'une communauté d'agglomération, la taxe professionnelle lui a forcément été totalement transférée.
|                                                     | Taux appliqué Part communale 2009 (%) | Recettes dégagées en 2008 (en millions d’€) |
| --------------------------------------------------- | ------------------------------------- | ------------------------------------------- |
| Taxe d’habitation (TH)                              | 18,90                                 | 10,8                                        |
| Taxe foncière sur les propriétés bâties (TFPB)      | 19,46                                 | 11,2                                        |
| Taxe foncière sur les propriétés non bâties (TFPNB) | 15,50                                 | 0,1                                         |
| Taxe d'enlèvement des ordures ménagères (TEOM)      | 16,45                                 |                                             |

### Budget et fiscalité 2023
En 2023, le budget de la commune était constitué ainsi :
- total des produits de fonctionnement : 76 786 000 €, soit 1 548 € par habitant ;
- total des charges de fonctionnement : 71 177 000 €, soit 1 435 € par habitant ;
- total des ressources d'investissement : 26 296 000 €, soit 530 € par habitant ;
- total des emplois d'investissement : 24 611 000 €, soit 496 € par habitant ;
- endettement : 77 805 000 €, soit 1 568 € par habitant.

Avec les taux de fiscalité suivants :
- taxe d'habitation : 18,90 % ;
- taxe foncière sur les propriétés bâties : 30,07 % ;
- taxe foncière sur les propriétés non bâties : 14,70 % ;
- taxe additionnelle à la taxe foncière sur les propriétés non bâties : 0,00 % ;
- cotisation foncière des entreprises : 0,00 %.

Chiffres clés Revenus et pauvreté des ménages en 2021 : médiane en 2021 du revenu disponible, par unité de consommation : 23 380 €.

### Budget municipal
En 2008, le budget municipal s'élevait à 108 millions € et la dette à 80 millions €.
Le budget d'investissement en équipements a été doublé depuis 2000 et s'élevait en 2008 à 23,8 millions d'€, ce qui correspond à 534 € par habitant, un chiffre supérieur à la moyenne des communes de la strate de Grasse (communes de 20 000 à 50 000 habitants) qui s'élève à 312 € hab. Cependant, ce chiffre s'explique aussi par le fait qu'avec 48 800 habitants en 2005, Grasse se situe en haut de cette strate. Néanmoins, avec une capacité d'autofinancement par habitant un tiers inférieure à la moyenne des communes de sa strate, la ville ne dégage pas d'excédent de fonctionnement suffisant pour financer ses investissements donc son endettement croit. Alors qu'en 2000, la dette s'élevait à 1 448 € par habitant, elle atteignait 1 793 € en 2008, (+ 20 %) soit 67 % de plus que la moyenne des communes de sa catégorie (1 072 €/hab.). Pourtant, durant cette période la population ainsi que le nombre de logements, donc le nombre de contribuables, se sont accrus respectivement de 11 % et 8 %.[réf. nécessaire]
| Évolution des dépenses d’équipement (en millions d’€) : | Évolution de l'endettement (en millions d’€) : |

### Situation politique

#### Forces politiques à Grasse
La droite grassoise, majoritaire, a longtemps été déchirée par des conflits de partis et de personnes. Cependant, de 1971 à 1995, l'Union pour la démocratie française devançait sous l'impulsion du maire d'alors, Hervé de Fontmichel, les autres partis, et notamment le Rassemblement pour la République et son leader, Claude Leroux. Celui-ci parviendra à obtenir le siège de conseiller général du canton de Grasse-Nord en 1994 face au « candidat du maire », signe de la fin de l’ère Fontmichel. En 1995, au cours de l’élection municipale, la popularité d’Hervé de Fontmichel est au plus bas et la droite locale explose. L'ancien premier adjoint (Mouvement pour la France) Jean-Pierre Leleux, en rupture avec l'équipe sortante, s'impose alors au second tour contre Claude Leroux (RPR), le candidat de la gauche unie Claude Mayaffre, et le maire sortant Hervé de Fontmichel (UDF). Le leadership à droite devient alors incertain, d'autant que Jean-Pierre Leleux perd coup sur coup l'élection législative de 1997 et son siège de conseiller général du canton de Grasse-Sud en 1998. Cependant, il parvient, lors de l'élection municipale de 2001, à présenter une liste soutenue par tous les partis de droite, et dans laquelle on retrouve des personnalités de toutes tendances parmi lesquelles on compte Bernadette Bétheuil-Ramin, présidente d'honneur de la fédération MPF des Alpes-Maritimes, qui deviendra première adjointe, ou encore Danièle Tubiana, vice-présidente de l'UDF 06, future adjointe aux affaires sociales. Bien qu'entachée par la candidature Divers droite de Paul Fourquet, ancien premier adjoint de Jean-Pierre Leleux entré en dissidence, la liste d'union de la droite remportera l’élection. La création de l'UMP en 2002 à laquelle le maire issu de Démocratie libérale adhère, ainsi que les victoires électorales de ce dernier, clarifieront le leadership à droite : en 2002, le maire est élu suppléant de la députée Michèle Tabarot (ils seront réélus en 2007) et en 2004, il retrouve son poste de conseiller général, mais dans le canton de Grasse-Nord.
Réélu au premier tour lors des élections municipales de 2008, il se heurte néanmoins pendant la campagne à son ancienne première adjointe, Bernadette Bétheuil-Ramin, et à une conseillère municipale de la majorité, Sylvie Teisseire-Bravais. Élu sénateur en septembre 2008, Jean-Pierre Leleux démissionne de son mandat de conseiller général de Grasse-Nord et impose à sa majorité la candidature de Jérôme Viaud, son jeune directeur de cabinet. Celui-ci est élu lors de l'élection partielle des 7 et 14 décembre 2008 et aisément réélu en 2011 face à un candidat FN, la gauche divisée étant éliminée au premier tour.
La gauche grassoise, minoritaire, a longtemps été dominée par le Parti communiste français : en 1977, à la faveur de la division de la droite, c'est même le leader local du PCF, Georges Vassallo, qui emporte la mairie à la tête d'une liste d'union de la gauche. Sous toutes les municipalités de droite depuis 30 ans, le groupe de la gauche unie a été présidé par un communiste. Cependant, depuis la fin des années 1990, on a assisté à l'émergence de deux autres partis de gauche : le Parti socialiste et Les Verts. Aux élections cantonales de 1998, lorsque la gauche remporte les deux cantons grassois bénéficiant de triangulaires gauche-droite-FN, c'est le socialiste Thierry Lautard qui devient conseiller général du canton de Grasse-Nord, et le Vert Jean-Raymond Vinciguerra qui devient conseiller général du canton de Grasse-Sud, laissant tous deux les candidats communistes battus au premier tour. Cette nouvelle configuration est marquée par une forte division de la gauche qui trouve son apogée au premier tour de l'élection municipale de 2001 où les trois listes de gauche arrivent au coude-à-coude : Georges Vassallo (PCF) obtient 13,50 %, Thierry Lautard (PS) 12,84 % et Jean-Raymond Vinciguerra (Les Verts) 10,08 %. Réunie puis battue au second tour, la gauche se range derrière le communiste Paul Euzière au conseil municipal.[réf. nécessaire]
En 2008, les tensions au sein de l'opposition sont encore élevées et amènent à la constitution de deux listes rivales : une liste d'"initiative citoyenne" sans investiture et ouverte à des personnalités de droite menée par Paul Euzière qui obtient 26,86 % et la liste PS soutenue par Les Verts et le MoDem menée par Bruno Estampe (PS) qui obtient 21,90 %. L'élection cantonale partielle sur le canton de Grasse-Nord en décembre de la même année où Thierry Lautard (PS) tente de retrouver son siège, face au candidat du maire, conserve les mêmes tendances même si l'écart avec Paul Euzière se resserre (1 %). Les élections cantonales de 2011 amènent la troisième élection de l'écologiste Jean-Raymond Vinciguerra dans le canton sud, tandis que la candidate EELV Geneviève Fontaine manquait de peu la qualification pour le second tour; les candidats communiste/société civile de Grasse à Tous étant distancés.[réf. nécessaire]
Jusqu'en 2010, l'Extrême droite grassoise semblait en perte de vitesse. Grasse a été une ville symbole de la montée du Front national après que l'ancien maire UDF Hervé de Fontmichel se fut allié avec lui pour obtenir une majorité à la suite de l'élection municipale partielle de 1987. Le FN, frôlant les 20 % durant les années 1990, avait atteint 24 % lors de l’élection présidentielle de 2002. Depuis la mort de l'ancien député européen Jean-Pierre Schénardi, le FN est représenté lors des élections par Jean-Marc Degioanni. En 2007, le Front national a subi un recul historique : Jean-Marc Degioanni a obtenu à peine 5 % à Grasse lors de l'élection législative, contre 17 % à Jean-Pierre Schenardi en 2002. Aux élections de 2008, le parti d'extrême-droite n'a même pas pu constituer une liste aux municipales, ni n'a présenté de candidat à la cantonale partielle. Néanmoins, le FN rebondit lors des élections régionales de 2010, obtenant 20 % au premier tour et 22 % au second tour tandis que la droite obtient moins de 33 % et la gauche 44 %. Ce rebond a été confirmé lors des élections cantonales de 2011, malgré la concurrence des identitaires, le FN qualifie son représentant pour le second tour sur le canton nord tandis que la député européenne Lydia Schénardi échoue de peu dans le canton sud.[réf. nécessaire]
Lors de l'élection présidentielle de 2012, la ville a porté le candidat UMP Nicolas Sarkozy devant son homologue socialiste François Hollande avec respectivement 59,36 % contre 40,64 % des votes lors du second tour. Deux nouveaux candidats UMP sont élus députés lors des élections législatives de 2012 (la ville faisant partie de la 2e et 9e circonscription des Alpes-Maritimes). Charles Ange Ginésy est élu à la 2e circonscription des Alpes-Maritimes au deuxième tour avec 53,29 % contre 46,31 %, tandis que Michèle Tabarot remporte la 9e circonscription du département avec 61,32 % contre 38,68%.
Le maire actuel de Grasse est Jérôme Viaud (UMP), élu en 2014 au second tour lors d'une triangulaire avec 41,47 % des voix contre 38,62 % de Paul Euzière (liste d'initiative citoyenne avec des membres du PCF, du MPF et d'autres sans étiquette), associé à Philippe-Emmanuel de Fontmichel (DVD) et Stéphane Cassarini (SE), ses colistiers du second tour. Jean-Marc Degioanni (FN), quant à lui, remporte 19,90% des voix. Les conseillers généraux de la ville ne sont pas encore nommés.[réf. nécessaire]

#### Tendances politiques et résultats
- Municipales :

| Tête de liste  | Tête de liste                   | Liste          | Premier tour | Premier tour | Second tour | Second tour | Sièges | Sièges |
| Tête de liste  | Tête de liste                   | Liste          | Voix         | %            | Voix        | %           | CM     | CC     |
| -------------- | ------------------------------- | -------------- | ------------ | ------------ | ----------- | ----------- | ------ | ------ |
|                | Jérôme Viaud                    | UMP-UDI        | 6 056        | 33,41        | 7 883       | 41,47       | 32     | 17     |
|                | Paul Euziere                    | DVG            | 4 208        | 23,21        | 7 341       | 38,62       | 9      | 5      |
|                | Philippe-Emmanuel De Fontmichel | DVD            | 2 663        | 14,69        | 7 341       | 38,62       | 9      | 5      |
|                | Stéphane Cassarini              | SE             | 1 380        | 7,61         | 7 341       | 38,62       | 9      | 5      |
|                | Jean-Marc Degioanni             | FN             | 3 816        | 21,05        | 3 784       | 19,90       | 4      | 2      |
|                |                                 |                |              |              |             |             |        |        |
| Inscrits       | Inscrits                        | Inscrits       | 31 914       | 100,00       | 32 008      | 100,00      |        |        |
| Abstentions    | Abstentions                     | Abstentions    | 13 356       | 41,85        | 12 574      | 39,28       |        |        |
| Votants        | Votants                         | Votants        | 18 558       | 58,15        | 19 434      | 60,72       |        |        |
| Blancs et nuls | Blancs et nuls                  | Blancs et nuls | 435          | 2,34         | 426         | 2,19        |        |        |
| Exprimés       | Exprimés                        | Exprimés       | 18 123       | 97,66        | 19 008      | 97,81       |        |        |

|                                           | Parti  | Nom                               | Premier tour | Premier tour | Premier tour | Premier tour |
| Voix                                      | Parti  | Nom                               | % Exprimés   | % Inscrits   | Sièges       |              |
| ----------------------------------------- | ------ | --------------------------------- | ------------ | ------------ | ------------ | ------------ |
|                                           | UMP    | Jean-Pierre Leleux, sortant réélu | 8 484        | 51,24 %      | 28,13 %      | 33           |
|                                           | SE     | Paul Euziere                      | 4 447        | 26,86 %      | 14,74 %      | 6            |
|                                           | PS     | Bruno Estampe                     | 3 626        | 21,90 %      | 12,02 %      | 4            |
|                                           |        | Total exprimés                    | 16 557       | -            | 54,89 %      |              |
| Total votants : exprimés + blancs ou nuls | 17 224 | -                                 | 57,10 %      |              |              |              |
| Total inscrits : votants + abstentions    | 30 165 | -                                 | 100,00 %     |              |              |              |

|                                           | Parti     | Nom                               | Premier tour | Premier tour | Premier tour | Second tour | Second tour | Second tour |
| Voix                                      | Parti     | Nom                               | %            | %            | Voix         | %           | %           |             |
| Voix                                      | Parti     | Nom                               | Exprimés     | Inscrits     | Voix         | Exprimés    | Inscrits    |             |
| ----------------------------------------- | --------- | --------------------------------- | ------------ | ------------ | ------------ | ----------- | ----------- | ----------- |
|                                           | DL        | Jean-Pierre Leleux, sortant réélu | 5 836        | 40,14 %      | 23,67 %      | 8 451       | 55,44 %     | 34,28 %     |
|                                           | PCF       | Georges Vassallo                  | 1 963        | 13,50 %      | 7,96 %       | 5 151       | 33,79 %     | 20,90 %     |
|                                           | PS        | Thierry Lautard                   | 1 867        | 12,84 %      | 7,57 %       |             |             |             |
|                                           | Les Verts | Jean-Raymond Vinciguerra          | 1 466        | 10,08 %      | 5,94 %       |             |             |             |
|                                           | DVD       | Paul Fourquet                     | 1 466        | 10,08 %      | 5,94 %       | 1 641       | 10,27 %     | 6,66 %      |
|                                           | FN        | Jean-Pierre Schenardi             | 1 292        | 8,89 %       | 5,24 %       |             |             |             |
|                                           | MEI       | Henri-Philippe Goby               | 650          | 4,47 %       | 2,64 %       |             |             |             |
|                                           |           | Total exprimés                    | 14 540       | -            | 58,97 %      | 15 243      | -           | 61,82 %     |
| Total votants : exprimés + blancs ou nuls | 14 964    | -                                 | 60,69 %      | 15 728       | -            | 63,79 %     |             |             |
| Total inscrits : votants + abstentions    | 24 656    | -                                 | 100,00 %     | 24 656       | -            | 100,00 %    |             |             |

### Institutions administratives et judiciaires
En tant que sous-préfecture, Grasse abrite un tribunal de grande instance qui s'ajoute au tribunal d'instance, au tribunal de commerce et au conseil de prud’hommes.
Le palais de Justice de Grasse, réalisé en 2000 par l’architecte Christian de Portzamparc a été inauguré en 2001 par Élisabeth Guigou, alors ministre de la Justice et remplace l'ancien palais de Justice, situé plus haut, au-dessus du casino, et dont les locaux étaient devenus vétustes.[réf. nécessaire]
Sur les hauteurs de la ville, à 740 m d'altitude, la maison d'arrêt de Grasse, ouverte en 1992, succède au petit établissement pénitentiaire contigu à l'ancien palais de Justice. Elle a une capacité de 574 places mais celle-ci est fréquemment dépassée. En principe, y sont incarcérés des prévenus (détenus en attente de jugement) ainsi que des condamnés dont le reliquat de peine n'excède pas, normalement, un an lors de leur condamnation définitive. Une mutinerie y a eu lieu le 30 juillet 2001 ainsi qu'une spectaculaire évasion en hélicoptère le 14 juillet 2007.[réf. nécessaire]

### Jumelages
Grasse a signé une charte commune d'amitié avec Carrare, Opole et Ingolstadt en octobre 2000 à Grasse et en novembre 2000 à Opole :
- Ingolstadt (Allemagne) en 1963[92] ;
- Opole (Pologne) en octobre 1964 à Opole, puis en juin 1999 à Opole et en août 1999 à Grasse (pour la continuité) ;
- Carrare (Italie) en 1995[92].

Autres jumelages :
- Vila Real (Portugal) depuis 1975[92] ;
- Ichinomiya (Japon) depuis 1992 ;
- Ariana (Tunisie) en septembre 1999 à Grasse et en décembre 2002 à Ariana[93] ;
- Murcie (Espagne) en mai 1990 à Grasse et en septembre 1990 à Murcie[92] ;
- Marblehead (États-Unis) en juin 1986[92].

## Population et société

### Démographie

#### Évolution démographique
Ses habitants sont appelés les Grassois.
L'évolution du nombre d'habitants est connue à travers les recensements de la population effectués dans la commune depuis 1793. Pour les communes de plus de 10 000 habitants les recensements ont lieu chaque année à la suite d'une enquête par sondage auprès d'un échantillon d'adresses représentant 8 % de leurs logements, contrairement aux autres communes qui ont un recensement réel tous les cinq ans,.

En 2022, la commune comptait 48 669 habitants, en évolution de −3,96 % par rapport à 2016 (Alpes-Maritimes : +2,85 %, France hors Mayotte : +2,11 %).
| 1793   | 1800   | 1806   | 1821   | 1831   | 1836   | 1841   | 1846   | 1851   |
| ------ | ------ | ------ | ------ | ------ | ------ | ------ | ------ | ------ |
| 11 604 | 12 521 | 12 262 | 12 553 | 12 716 | 12 825 | 10 906 | 11 676 | 11 802 |

| 1856   | 1861   | 1866   | 1872   | 1876   | 1881   | 1886   | 1891   | 1896   |
| ------ | ------ | ------ | ------ | ------ | ------ | ------ | ------ | ------ |
| 11 764 | 12 015 | 12 241 | 12 560 | 13 087 | 12 087 | 12 157 | 14 015 | 15 020 |

| 1901   | 1906   | 1911   | 1921   | 1926   | 1931   | 1936   | 1946   | 1954   |
| ------ | ------ | ------ | ------ | ------ | ------ | ------ | ------ | ------ |
| 15 429 | 20 305 | 19 704 | 16 923 | 19 765 | 21 027 | 20 481 | 21 217 | 22 187 |

| 1962   | 1968   | 1975   | 1982   | 1990   | 1999   | 2006   | 2011   | 2016   |
| ------ | ------ | ------ | ------ | ------ | ------ | ------ | ------ | ------ |
| 26 258 | 30 907 | 34 579 | 37 673 | 41 388 | 43 874 | 48 801 | 51 631 | 50 677 |

| 2021   | 2022   | - | - | - | - | - | - | - |
| ------ | ------ | - | - | - | - | - | - | - |
| 48 323 | 48 669 | - | - | - | - | - | - | - |

La ville a connu une forte expansion démographique depuis la fin du XIXe siècle en raison de la douceur exceptionnelle de son climat qui a favorisé l'héliotropisme et de sa proximité avec les stations balnéaires de la Côte d'Azur, comme Cannes. Devenu un lieu de villégiature légèrement en retrait de l'agitation de la Riviéra française, Grasse attire aujourd'hui toutes les catégories de migrants et notamment les retraités et personnes âgées. De fait, avec 9,2 %, la proportion de personnes de plus de 75 ans à Grasse est sensiblement plus élevée que la moyenne nationale (7,7 %).
Mais depuis les années 1970, le dynamisme démographique s'est encore accru en raison de l'apparition de la technopole mondiale de Sophia Antipolis. Située à moins de 15 km de Grasse, elle a amené de nombreux actifs travaillant dans les technologies de l'information et de la communication, les multimedias ou la médecine et la biochimie à résider dans le département et donc, entre autres, à Grasse.[réf. nécessaire]
Ainsi, entre 1990 et 1999, la population s'est accrue de 2 460 habitants. Sur cette même période, le solde naturel correspondait à + 1 115 habitants, alors que le solde migratoire était de + 1 371 habitants. Ainsi, l'augmentation de la population s'explique presque autant par l'augmentation naturelle de la population que par l'arrivée de nouveaux habitants. Cependant, Grasse possède une des populations les plus jeunes du département qui augmente de près de 2 % par an.
Entre 1999 et 2006, l'augmentation de la population s'est encore accélérée avec 4 927 habitants supplémentaires en sept ans. Le nombre de ménages a explosé, augmentant de 16 % en sept ans, passant de 17 637 à 20 456 soit 2 819 de plus. La politique municipale d'accroissement de l'offre de logement, leur prix moindre que sur la bande côtière, la réouverture de la ligne SNCF ainsi que le dynamisme démographique régional sont autant d'éléments porteurs de cette tendance lourde.[réf. nécessaire]

#### Pyramide des âges
En 2021, le taux de personnes d'un âge inférieur à 30 ans s'élève à 33,3 %, soit au-dessus de la moyenne départementale (31,0 %). À l'inverse, le taux de personnes d'âge supérieur à 60 ans est de 26,6 % la même année, alors qu'il est de 31,0 % au niveau départemental.
En 2021, la commune comptait 23 405 hommes pour 24 918 femmes, soit un taux de 51,57 % de femmes, légèrement inférieur au taux départemental (52,74 %).
Les pyramides des âges de la commune et du département s'établissent comme suit :
| Hommes | Classe d’âge | Femmes |
| ------ | ------------ | ------ |
| 0,8    | 90 ou +      | 2,4    |
| 7,3    | 75-89 ans    | 9,7    |
| 16,0   | 60-74 ans    | 16,8   |
| 20,8   | 45-59 ans    | 20,9   |
| 19,7   | 30-44 ans    | 18,8   |
| 16,8   | 15-29 ans    | 14,6   |
| 18,5   | 0-14 ans     | 16,7   |

| Hommes | Classe d’âge | Femmes |
| ------ | ------------ | ------ |
| 1,1    | 90 ou +      | 2,6    |
| 9,5    | 75-89 ans    | 12,2   |
| 17,6   | 60-74 ans    | 18,7   |
| 20,3   | 45-59 ans    | 19,9   |
| 18,1   | 30-44 ans    | 17,5   |
| 16,5   | 15-29 ans    | 14,6   |
| 16,8   | 0-14 ans     | 14,4   |

### Enseignement
Dans une des villes les plus jeunes du département des Alpes-Maritimes, l'enseignement dispose d'une place importante. Celui-ci est assuré majoritairement par le service public, auquel s'ajoutent 5 établissements privés.

#### Enseignement primaire
L’enseignement primaire étant la compétence des communes, le service éducation de la ville de Grasse administre et finance 24 écoles : quatorze écoles élémentaires, parmi lesquelles neuf sont associées à une école maternelle et forment un groupe scolaire et deux possèdent des sections enfantines (Saint-Mathieu et Saint-François). Enfin, la ville possède une école maternelle détachée (Rose de mai). Au total, la ville compte 196 classes parmi lesquelles 64 maternelles et 133 élémentaires. Elle emploie près de 250 agents communaux dans ce secteur : comme les professeurs des écoles sont payés par le ministère de l'Éducation nationale, les agents municipaux ont en charge les autres missions (garderie, entretien, surveillance, animation, etc.).

#### Enseignement secondaire
Grasse compte quatre collèges publics et un collège privé qui sont, depuis 1983, de la compétence du conseil général des Alpes-Maritimes. Dans le cadre du Plan Collèges Avenir adopté en 2004 par l'Assemblée départementale, la réhabilitation du collège Canteperdrix est en cours et la reconstruction du collège Carnot est programmée.
En outre, la commune dispose de quatre lycées publics (dont deux lycées professionnels) et un lycée général et technologique privé (lycée Fénelon) qui sont la compétence du conseil régional de Provence-Alpes-Côte d'Azur.
Voir aussi la fusillade de Grasse, fusillade en milieu scolaire qui s’est produite le 16 mars 2017 à la mi-journée, au lycée Alexis-de-Tocqueville.

### Manifestations culturelles et festivités

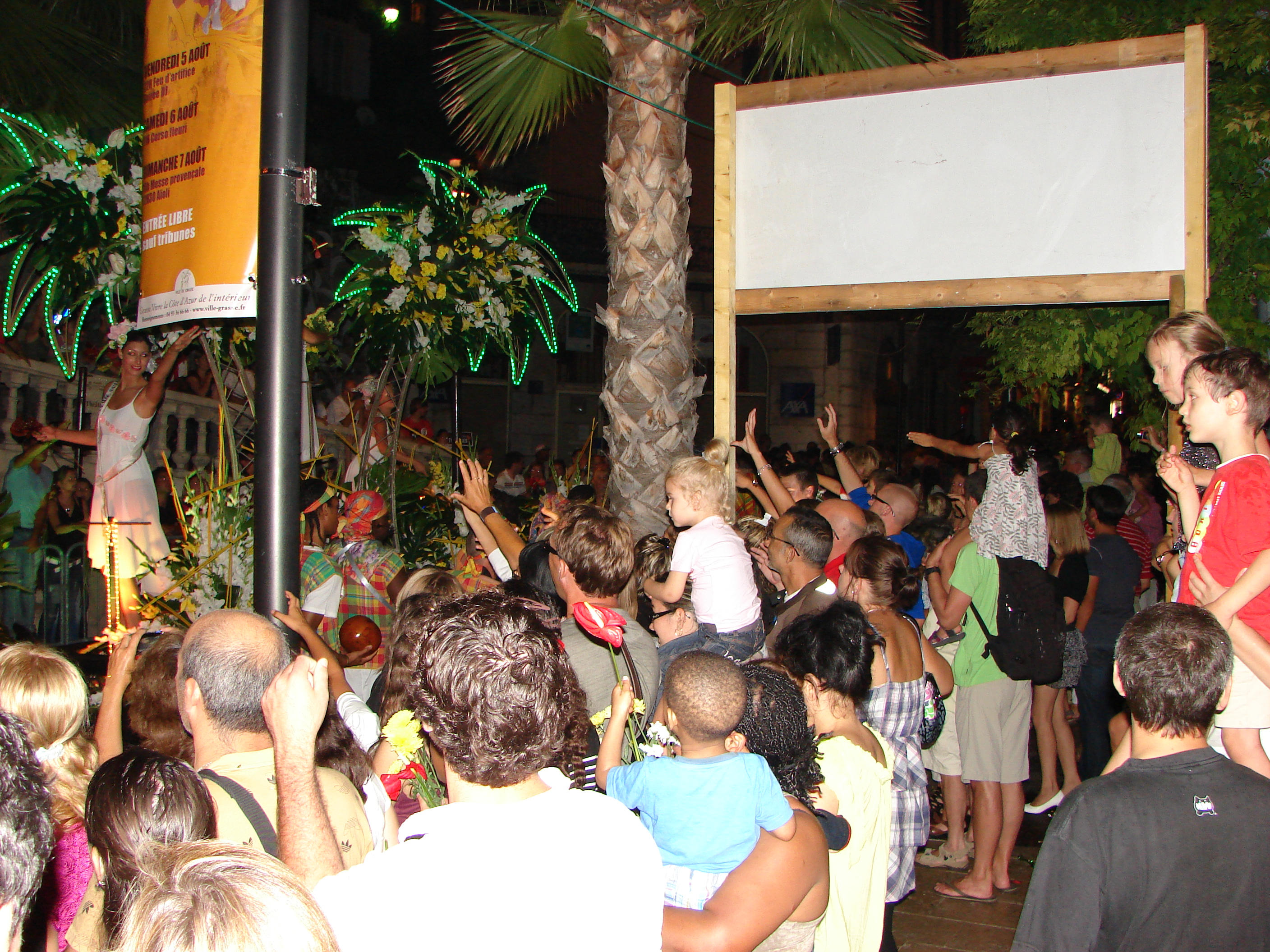
Fête du Jasmin à Grasse en 2011.

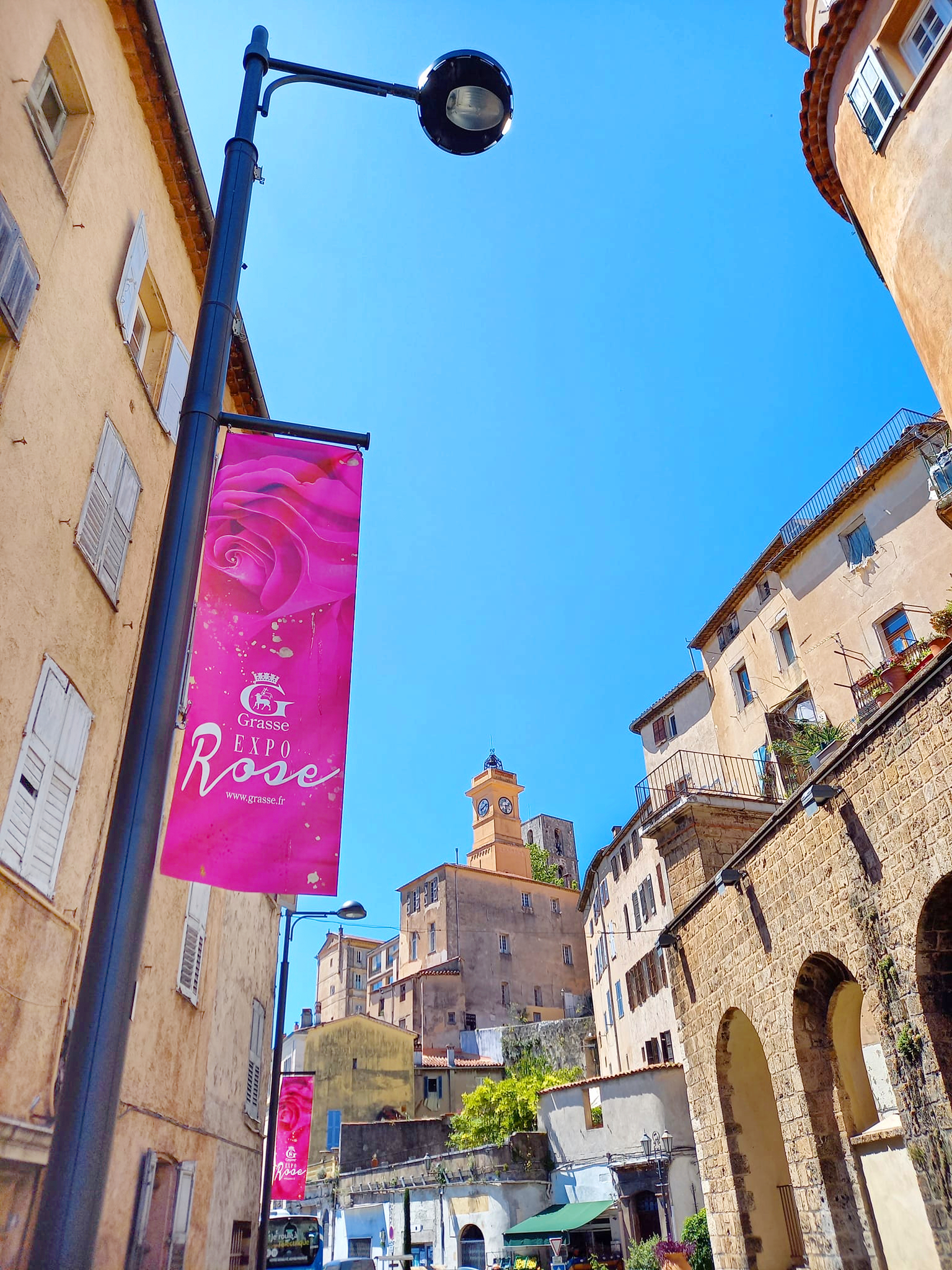
Une belle tour horloge vue depuis le boulevard Gambetta avec le clocher de la cathédrale Notre-Dame du Puy de Grasse en arrière plan.

Grasse organise toute l'année, mais notamment en période touristique des manifestations, expositions et congrès très axés sur la parfumerie ou les traditions locales.
La Fête du Jasmin se déroule au début du mois d'août. On y assiste à des défilés de chars, des fanfares, des feux d'artifice et des représentations culturelles autour du thème de la fleur de Jasmin. Au total, ce sont 150 000 fleurs qui sont utilisées pour la festivité. La première édition de cette fête populaire et touristique eut lieu en 1946 et le principe des défilés date de 1948.
L'Exporose ou Exposition internationale de roses a lieu en mai. On y assiste à des expositions de roses de toutes sortes, des marchés, des ventes, des visites de la ville, des spectacles et des concours autour du thème de la rose. Elle existe depuis 1972.
Bio Grasse a lieu début septembre. On y trouve un marché de produits biologiques et des animations et expositions autour de l'agriculture biologique, le développement durable et l'écologie. La première édition date de 1996.
Olivéa a lieu en juin. C'est un salon qui abrite des marchés, des concours, des expositions, des débats, des animations, des conférences... autour du thème de l'olive, mais aussi de l'ensemble des traditions locales provençales.
Vénusia ou le Congrès international de cosmétologie a lieu en avril au palais des Congrès et présente des conférences autour de la beauté et du parfum.
Le Congrès Centifolia a lieu en octobre depuis 2001. Il a pour but de présenter au travers de conférences la filière du parfum, premier secteur économique de la ville et pour lequel un pôle de compétitivité a été labellisé.
Le Symposium international d'aromathérapie et plantes médicinales a lieu chaque année en mars ou en avril.
Le festival des Didascalies a lieu au printemps, généralement au mois de mai. C'est un festival de théâtre scolaire qui regroupe près de 20 troupes (300 comédiens) et 10 500 visiteurs chaque année. Créé en 1990 par l'Institut Fénelon, le festival accueille en plus des troupes locales plusieurs troupes étrangères qui font leur représentation en français. Malgré les difficultés, l'équipe organisatrice se refuse (avec l'appui des élèves de la troupe majeure du festival) à se limiter à un festival franco-français. Jusqu'en 2011, les troupes concouraient pour gagner le challenge. Cependant, l'inégalité entre les troupes a contraint l'association à clore le challenge et à faire du festival une rencontre amicale autour du théâtre. Les troupes majeures sont celles de l'Institut Fénelon (qui compte plus de 500 comédiens, des ateliers de l'enseignement primaire à l'option BAC théâtre du lycée) et celle des classes de l'école Saint-Jacques.[réf. nécessaire]
Le festival « Les toutes premières fois » est un festival cinématographique créé en 1998 qui se déroule chaque année pendant une semaine au mois d'avril. Il est organisé par l'association « Cinéma au Parfum de Grasse », née en juin 1997. Durant la semaine, il y a notamment des diffusions de longs métrages et une compétition de courts métrages récompensée par un prix doté, le Jasmin d'Or. Il existe également un concours de réalisations vidéo, récompensé par le prix des Lavandes d'Or. Enfin, des rencontres sont prévues entre le public (dont les scolaires) et les professionnels du cinéma.[réf. nécessaire]

### Santé
Le Centre hospitalier de Grasse (CHG), implanté sur le site de Clavary en 1978, accueille 17 000 patients qui sont soignés par 135 personnes dont 70 praticiens hospitaliers. Il dispose d'un budget de quatre millions d'euros d’investissements, et 70 millions d'euros de dépenses d’exploitation. En tant que maire, Jean-Pierre Leleux assure la présidence du conseil d'administration. En 2005, cet hôpital possédait 507 lits.

### Sports
Le Rugby olympique de Grasse (ROG) fondé en 1963, dont l'équipe première joue en Championnat de France Fédérale 1 (3e division), reste l'équipe emblématique de la ville.
Différents sports peuvent être exercés dans la salle omnisports située avenue de Provence. En outre, Grasse compte six gymnases dont cinq dans les lycées et collèges publics de la ville : Canteperdrix, Saint-Hilaire, Amiral-de-Grasse, Saint-Éxupéry, Les Jasmins et Tocqueville et un attaché au stade Perdigon. La ville compte également cinq stades : Jean-Girard, Perdigon, La Paoute, Plan de Grasse et la Bastide Plascassier. Il y a aussi deux golfs, Saint-Donat et Golf du Claux-Amic, ainsi que cinq stades boulistes : Gaston de Fontmichel, L'Ambiance bouliste du cercle grassois, le Sporting club de Magagnosc, au Plan de Grasse et l'Amicale bouliste Saint-Joseph. 
Le football est bien sûr présent avec le Racing Club de Grasse (tenant du titre de la Coupe Côte d'Azur, évolue en Ligue régionale de football). On peut y trouver également du futsal (jeu brésilien), avec le premier club du Pays Grassois, le Grasse Futsal Club, créé en 2007. Ce club est champion de France dans la catégorie des moins de 18 ans (UNCFs - Défi National Jeunes en 2010). Il évolue désormais en Élite Régional et ambitionne une montée en Élite National 1 (UNCFs). Seul bémol, le club ne dispose toujours pas d'un gymnase au sein de la ville de Grasse.
La natation peut être pratiquée à la Piscine Harjès (ouverte toute l'année) qui possède un bassin de 25 mètres et quatre lignes. Cette piscine est couverte et chauffée. Il est également possible de nager à la piscine olympique Altitude 500 (ouverte seulement en été), qui possède un bassin olympique de 50 mètres et est découverte.
Le triathlon est aussi présent à Grasse avec le club du Triathlon du Pays Grassois, un club qui a évolué au plus haut niveau en duathlon avec une équipe D1, et a connu des places d'honneur en championnat du monde, grâce à Richard Hobby, deux fois 11e des mondiaux de duathlon 2010 et 2011, ainsi qu'à Cédric Largajolli, double champion d'Europe et champion du monde longue distance en catégorie -25 ans.
L'Espace Chiris permet quant à lui la pratique d'arts martiaux tels que le karaté Challenger et le Kung-Fu (École du Tigre Blanc). L'équitation peut être pratiquée au Club Hippique de Grasse. La ville dispose de quatre courts de tennis avec Altitude 500, le club de tennis de Grasse, le club de Tennis de la Chênaie et le Squash Club de Grasse.
On peut également pratiquer la boxe (au Boxing club et à Boxe Française Sport Impact), le tir (au Tir de l'Avenir de Grasse), le judo (au Judo club de Grasse, à l'École Grassoise de Judo et au Judo Club du Plan de Grasse), l'Aiki Dojo (Aiki Dojo Azur), le taekwondo, l'escrime (Cercle d'Escrime de Grasse dont la salle a été inaugurée récemment), la pelote basque et provençale (au fronton et au trinquet du Plan de Grasse), le tennis de table (au gymnase de l'école Saint-Exupéry), les échecs (avec Grasse Échecs) et le tarot (à Saint-Jacques).

### Médias
La mairie publie chaque mois Kiosque, un magazine d'informations concernant Grasse et le pays Grassois disponible gratuitement chez un grand nombre de commerçants et d'administrations. Il informe des manifestations et évènements à venir, des travaux en cours de réalisation, des projets municipaux, de l'action de la mairie et de ses services, des nouveaux commerces, des actions des associations… Il contient parfois une note historique, culturelle ou touristique concernant la vie locale. Le directeur de la publication est le maire de la ville, Jean-Pierre Leleux.
La radio associative locale Agora FM, (que l'on peut écouter en ligne) a été créée en 1982 et émet depuis Grasse dans le secteur Grasse-Cannes-Antibes en direct. Elle vit des subventions du conseil municipal, ce qui ne l'empêche pas d'adopter une ligne éditoriale marquée à gauche : son président et membre fondateur, Gilbert Andruccioli, fut l'adjoint au maire à la Culture sous la municipalité communiste de Georges Vassalo de 1977 à 1983.
Au XIXe siècle, il existait un Journal de Grasse. Aujourd'hui, l'information locale écrite est essentiellement relayée par l'édition grassoise de Nice-Matin.

## Économie

### Le crédit
Fort de son archevêché et de la « bulle du Pape Innocent IV » en 1242, Grasse s’allie avec Gênes avec laquelle la ville développe son commerce jusqu’à la fin du XVe siècle.
Vers 1650, l'activité économique de Grasse est entièrement fondée sur le crédit. Le prêt à intérêt étant proscrit, les Grassois vont contourner cette interdiction.

### La parfumerie: activité historique

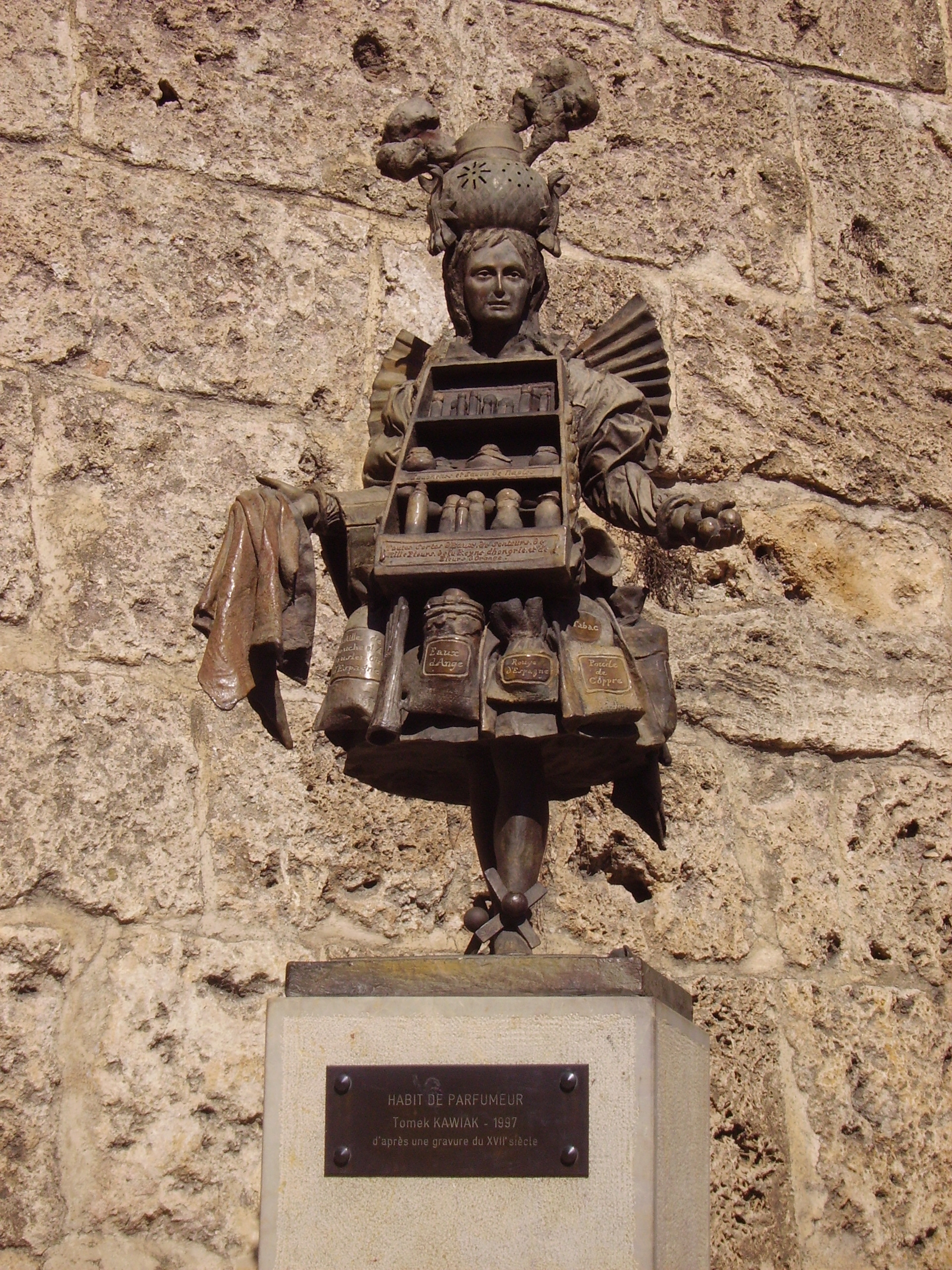
Parfumeur

Au Moyen Âge, Grasse se spécialise dans le tannage du cuir. Une fois tannés, les cuirs sont souvent exportés vers Gênes ou Pise avec qui Grasse avait fait une alliance commerciale. Plusieurs siècles de cette intense activité furent les témoins de nombreux progrès techniques des industries de tannerie. Les cuirs de Grasse acquirent une réputation de grande qualité. Mais le cuir sent mauvais (tannage avec de la crotte de chien, urine de cheval, voire des excréments humains), chose qui ne plaît pas à la noblesse qui porte des gants en cette matière. C’est Galimard, tanneur à Grasse qui a l’idée de créer des gants en cuir parfumé dans des « bains de senteur » (eau de rose, épices), selon la méthode orientale. Il en offre une paire à Catherine de Médicis qui est séduite par le cadeau. Dès lors, les tanneurs enfleurent les peaux de cuir et le gant parfumé se répand à la Cour et dans toute la haute société. Il fait de Grasse la capitale mondiale du parfum, supplantant Montpellier dont la Faculté de pharmacie était la source de la création d'onguents et de parfums. Nous sommes au XVIIe siècle, c’est la grande époque des « Gantiers Parfumeurs » qui développent le « gant à la frangipane », « à la provençale ». Mais les taxes sur le cuir et la concurrence de Nice font décliner l’industrie du cuir à Grasse et au cuir succéda le parfum.
Les savoir-faire liés au parfum de Grasse ont été inscrits en novembre 2018 sur la liste du patrimoine culturel immatériel de l'Humanité.
Le développement de parfumeries (parfumerie Fragonard, Molinard, Galimard) profite de la clientèle américaine venant faire du tourisme sur la Riviera pour lui vendre des présents parfumés et des cadeaux traditionnels de Grasse (bijoux anciens, linge de maison brodé, boutis, confitures).[réf. nécessaire]
Les senteurs rares du pays de Grasse (lavande, myrte, jasmin, rose, fleur d'oranger sauvage, mimosa) firent gagner à Grasse le titre de capitale mondiale du parfum. Le jasmin occupait il y a encore quelques décennies une main-d’œuvre importante : les fleurs devaient être cueillies à la main au lever du jour, au moment où leur parfum est le plus développé, pour être traitées immédiatement par enfleurage à froid.[réf. nécessaire]

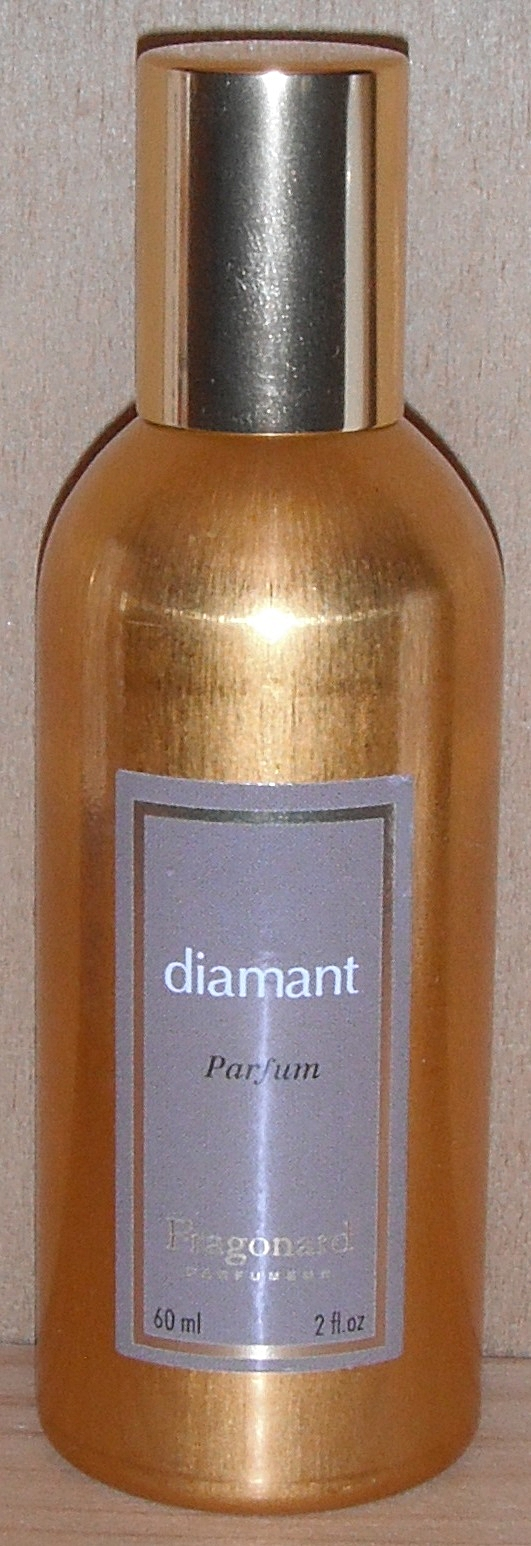
Flacon moderne

Aujourd’hui encore, la parfumerie demeure le principal pôle industriel de Grasse. Un réseau d'une soixantaine d'entreprises y emploie 3 500 personnes dans la ville et les environs. En comptant les emplois induits, ce sont près de 10 000 Grassois qui vivent des parfums. Presque la moitié de la taxe professionnelle de la ville provient de ce pôle industriel qui devance le tourisme et les services.[réf. nécessaire]
L’activité de la parfumerie à Grasse va de la production de matières premières naturelles (huiles essentielles, huiles concrètes, huiles absolues, résinoïdes, et de distillation moléculaire) à la fabrication de concentré, appelé aussi le jus. C’est ce concentré qui, dilué dans au moins 80 % d’alcool, permet d'obtenir du parfum. Les arômes alimentaires, qui se développent depuis les années 1970, comptent pour plus de la moitié des débouchés de la production. Le bassin de Grasse a encore un rôle de premier plan dans le monde de la parfumerie, il représente près de la moitié de l’activité française de la parfumerie et des arômes et autour de 7-8 % de l’activité mondiale.[réf. nécessaire]
Durant les années 1960 et 1970, de grands groupes internationaux ont progressivement racheté les usines locales familiales (Chiris, Givaudan-Roure et Lautier par exemple). La production a souvent été délocalisée. Mais l'industrie grassoise achève une longue mutation. Il y a encore 30 ans, la plupart des entreprises se focalisaient sur la production de matières premières. Cependant, un parfum contient de nos jours une majorité écrasante de produits chimiques de synthèse. Les entreprises se sont donc adaptées en se tournant vers l’aromatique de synthèse et notamment vers les arômes alimentaires. Face aux multinationales de la chimie, les industries grassoises ne peuvent rivaliser, elles profitent cependant d'avantages de taille tels que la connaissance des matières premières, les installations, les sous-traitants, etc. En outre, de grandes marques comme Chanel possèdent leurs propres plantations de roses et de jasmins à Grasse.

### Repères économiques
L'industrie de la parfumerie a permis à Grasse de conserver un secteur secondaire puissant autour de la filière arômes et parfums qui est reconnue internationalement : 10 % du chiffre d'affaires mondial de cette filière et 50 % du chiffre d'affaires national est réalisé à Grasse. De fait, la ville constitue avec d'autres zones des régions Provence-Alpes-Côte d'Azur et Rhône-Alpes un pôle de compétitivité national labellisé en juillet 2005 intitulé P.A.S.S (Parfums-Arômes-Senteurs-Saveurs). Le pôle parfums emploie 3 500 salariés directement et plus de 10 000 indirectement, des taux qui augmentent de 3 à 4 % par an.
Le tourisme est le deuxième secteur d'activité de la commune : avec plus de deux millions de visiteurs annuels, la ville bénéficie de sa proximité avec les stations balnéaires de la Côte d'Azur, de son climat exceptionnellement doux, de son patrimoine historique reconnu et de ses traditions. Cependant, sa capacité hôtelière reste insuffisante : avec seulement 600 lits, Grasse n'a pas la capacité d'héberger tous les touristes qu'elle reçoit chaque année.
Parmi les autres secteurs d'activité, on note la grande distribution (douze magasins sur le territoire) et le petit commerce très développé dans le centre historique, mais menacé, et pour qui le Fonds d’intervention pour la sauvegarde de l’artisanat et du commerce (FISAC), détenu par Grasse Développement, apporte des solutions telles que la carte Shopping.
Au total, 2 696 entreprises sont implantées sur le territoire grassois qui génèrent un total de 15 550 emplois. En 2004, la ville a connu 422 créations d'entreprises, ce qui la plaçait au 69e rang national dans ce domaine.
Les principales entreprises de Grasse étaient, en 1999 :
| Nom de l’entreprise      | Chiffre d’affaires (en M €) | Domaine d’activité                                        |
| ------------------------ | --------------------------- | --------------------------------------------------------- |
| Robertet                 | 207                         | Parfums et arômes                                         |
| Sodial                   | 71                          | Grande distribution                                       |
| Tournaire                | 31                          | Emballages et équipements en aluminium pour la parfumerie |
| Expressions parfumées    | 22                          | Parfums                                                   |
| Bertrand Vigouroux       | 19                          | Bricolage                                                 |
| Orgasynth Industries     | 15                          | Produits de synthèse pour la parfumerie                   |
| Garage Cauvin            | 13                          | Automobile                                                |
| Laboratoire Monique Rémy | 13                          | Matières premières pour la Parfumerie                     |
| Leader Grasse            | 11                          | Grande distribution                                       |
| Gema Automobiles         | 11                          | Automobile                                                |
| Oredui                   | 11                          | Ramassage des déchets                                     |

En 1999, le nombre total d'actifs sur la commune de Grasse est de 19 111, parmi lesquels 15 940 disposent d’un emploi, ce qui correspond à un taux de chômage de 16,6 % (15,5 % chez les hommes et 17,8 % chez les femmes), ce qui correspondait en 1999 à un taux supérieur de quatre points à la moyenne nationale. En 2005, ce taux est tombé à 12,5 % dans le bassin grassois, ce qui est encore au-dessus du taux national (9,6 %).
Ces emplois se répartissent dans les divers secteurs économiques comme suit :
|                   | Tertiaire | Industrie | Construction | Agriculture |
| ----------------- | --------- | --------- | ------------ | ----------- |
| Grasse            | 73,9 %    | 17,34 %   | 6,91 %       | 1,84 %      |
| Moyenne nationale | 71,5 %    | 18,3 %    | 6,1 %        | 4,1 %       |

### Repères sociaux
Le revenu moyen des ménages en 2004 s'élève à 16 544 €/an, ce qui est supérieur de 9 % à la moyenne nationale (15 027 €/an). Par ailleurs, la ville possède 389 redevables de l'impôt sur la fortune.
Les Grassois se répartissent selon les catégories socio-professionnelles suivantes :
La majorité (64 %) des actifs employés bénéficient d'un contrat à durée indéterminée (CDI), tandis que 9 % sont titulaires d'un contrat à durée déterminée, 2 % sont intérimaires, 2,5 % bénéficient d'un emploi aidé, 2,2 % sont en apprentissage ou suivent un stage. Enfin, 20 % des Grassois sont des agents de la fonction publique, soit un taux légèrement inférieur à la moyenne nationale (22 %).

## Culture locale et patrimoine

### Lieux et monuments

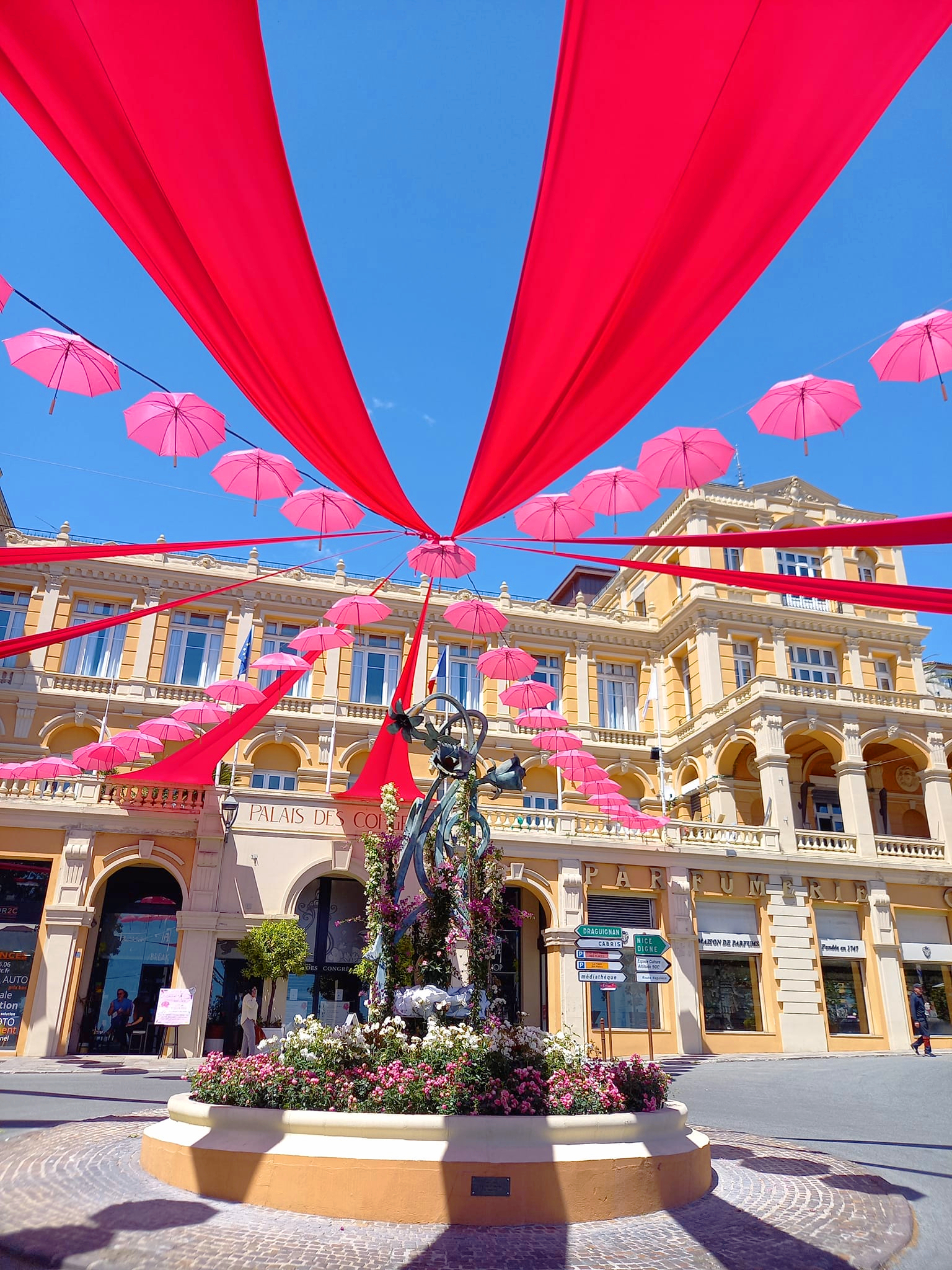
Le Palais des Congrès avec la décoration onirique, faites de parapluies et de rubans roses, annonciatrice de l’événement ExpoRose.

- Le Palais des Congrès de Grasse accueille des événements d'entreprise, des séminaires, des conférences, des conventions d'entreprise, des congrès professionnels ou des congrès scientifiques. Aménagé pour 150 à 200 personnes, il combine une salle plénière, un hall d'exposition, des salles de réunion, des espaces de réception et une vaste terrasse panoramique.

#### Monuments historiques

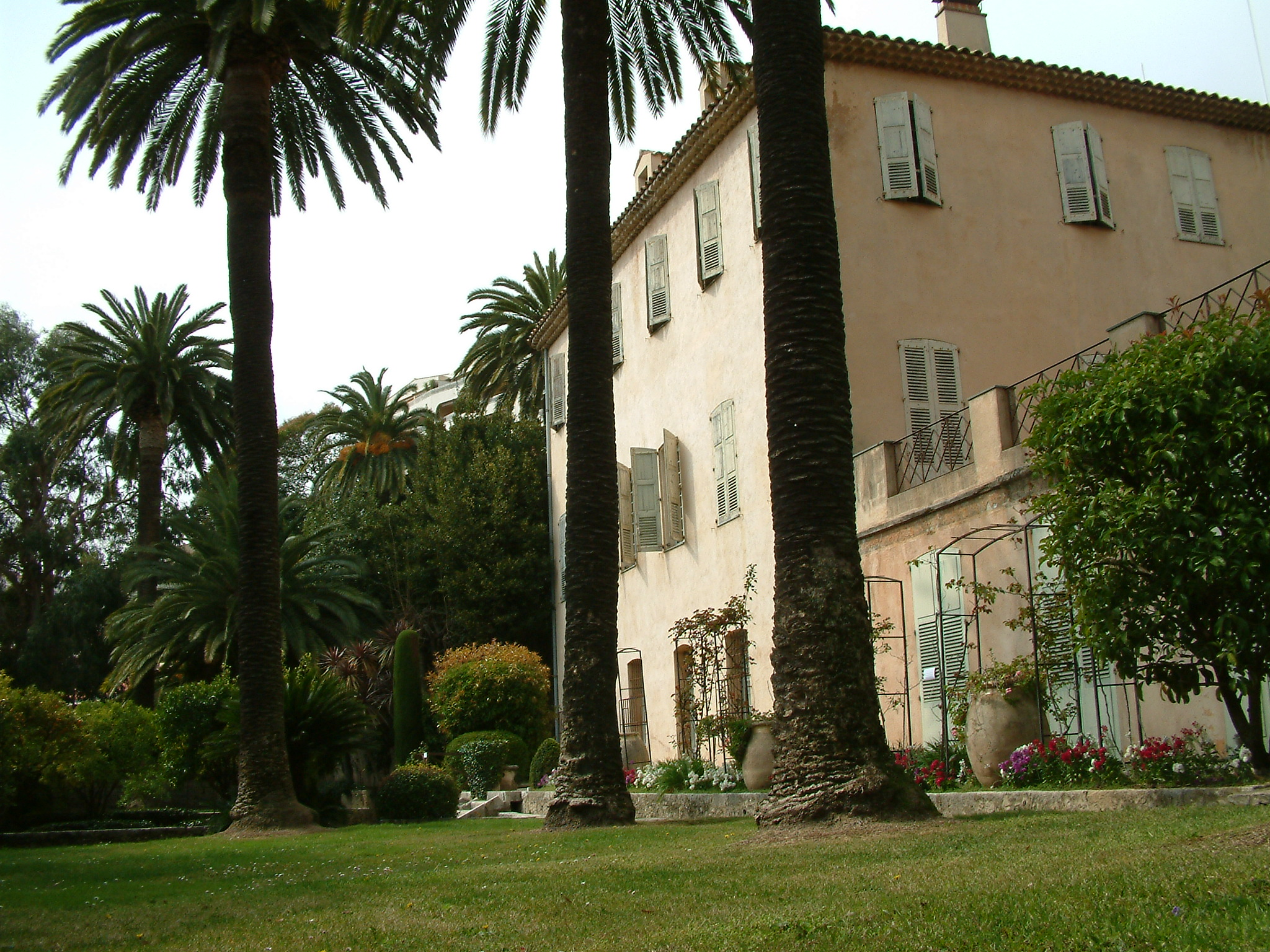
Villa Musée Fragonard.

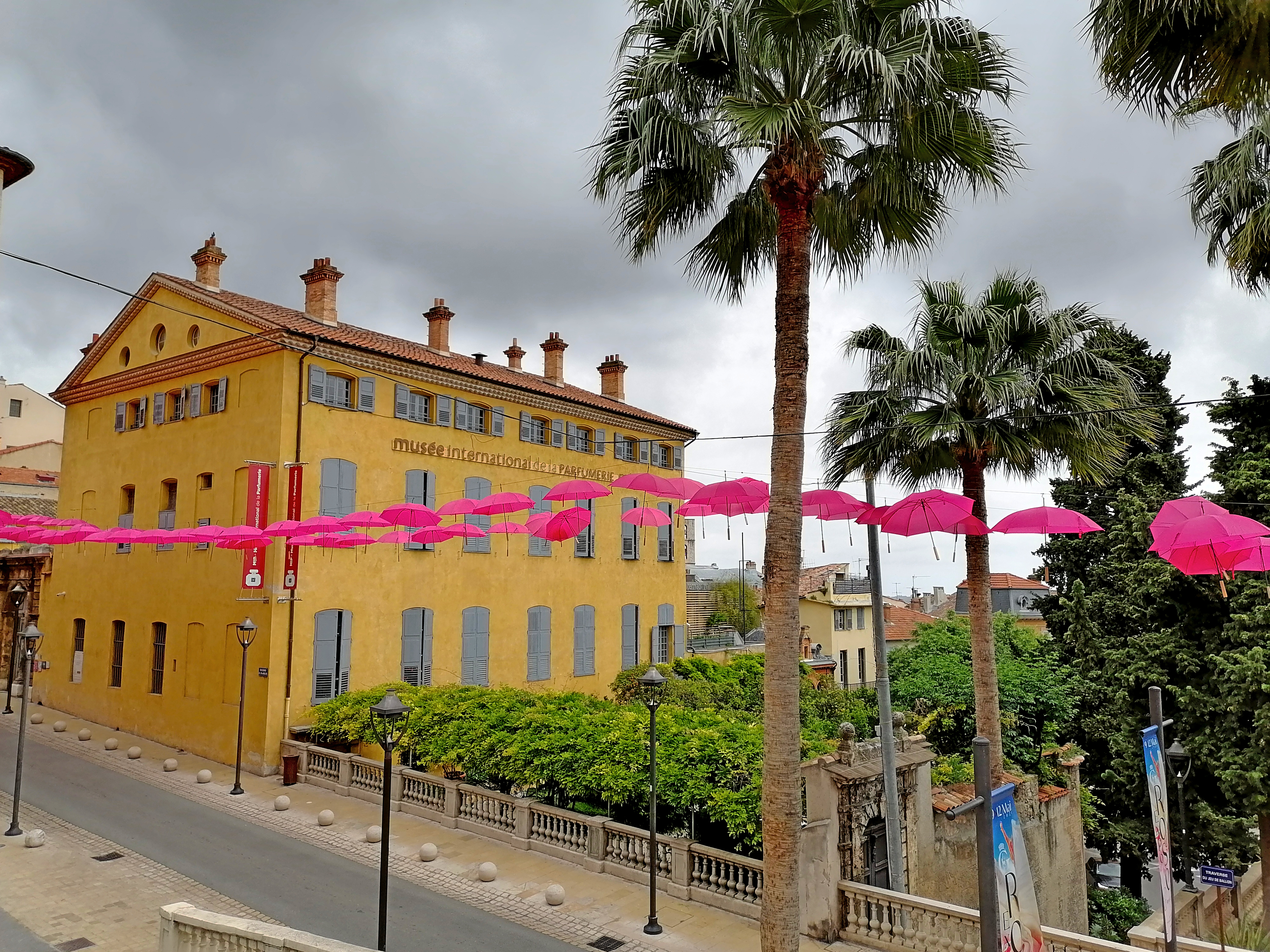
Musée International de la parfumerie pendant le mois de mai

- La tour Sarrasine : haute de 30 m, carrée, ancienne tour de guet.
- Hôtel de ville (ancien évêché) : la porte monumentale de l'hôtel de ville en pierre de taille et sommée des armes de Grasse mène dans la cour intérieure où trône la fontaine surmontée par la statue de Rabuis représentant Grasse allégorisée. Sur la droite, on peut admirer la façade très conservée de l'ancien palais épiscopal. Au fond, un jardin discret offre un panorama sur le centre de la ville. À l'intérieur de la mairie, dans le hall, deux arceaux du XIIe siècle sont remarquables, tout comme la chapelle privée des évêques de Grasse (XIIe siècle) au deuxième étage, transformée aujourd'hui en salle des mariages. Lorsque l'évêché est supprimé en 1790, le bâtiment devient hôtel de ville[12].
- Les parfumeries : étape incontournable dans la visite de Grasse. Trois d'entre elles, Fragonard, Galimard et Molinard ouvrent leurs portes au public et proposent des visites guidées gratuites afin d'expliquer les procédés de fabrication du parfum. Il y est possible de créer soi-même son parfum ou son eau de toilette et de participer à toutes les étapes de sa fabrication allant du ramassage de fleurs à la mise en flacon du parfum.
  - La parfumerie Galimard, créée en 1747 par Jean de Galimard fournissait la Cour en pommades et parfums[159]. Elle a été relancée après-guerre par Gaston de Fontmichel et Joseph Roux[160].
  - La parfumerie Molinard présente des flacons anciens signés Baccarat ou Lalique, des séries d'étiquettes. L'atelier de tarinologie permet de créer son propre parfum[161].
  - La parfumerie Fragonard est installée depuis 1926 dans une des plus anciennes fabriques de la ville. Son musée présente des objets rares qui évoquent l'histoire de la parfumerie depuis plus de 5 000 ans[162].

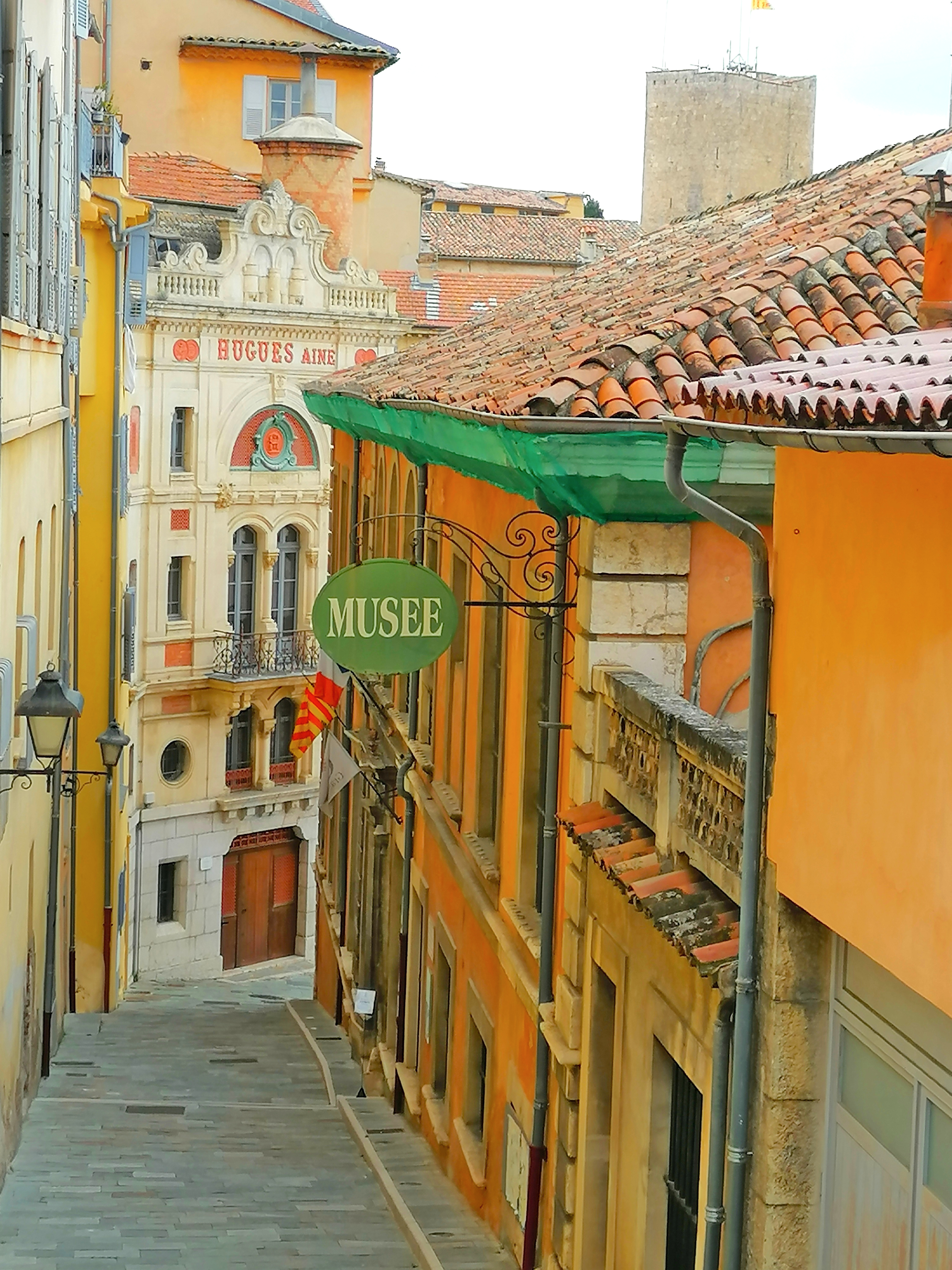
Musée d'art et d'histoire de Provence et en fond la façade rénovée de la parfumerie Hugues Ainé

- Musée Fragonard : musée consacré au peintre créé à l'initiative de François Carnot avec l'aide de sa Société Fragonard, le musée Fragonard de Grasse se voulait être le musée régional qui manquait à la Provence orientale. L'hôtel Clapier-Cabris, vandalisé et dévasté pendant un siècle fut patiemment et méthodiquement rénové, puis rempli de mille trésors par de nombreux contributeurs enthousiastes. Inauguré en 1921, le musée, malgré son nom, n'exposa pas de toile de Jean-Honoré Fragonard durant plus de vingt ans. Aujourd'hui, il en possède treize des plus variés. Le musée présente aussi les répliques de quatre tableaux qu'il peignit pour la comtesse du Barry. La cage d'escalier présente un étonnant trompe-l’œil que le fils de Fragonard, le jeune Alexandre, aurait réalisé à l'âge de treize ans.
- Musée international de la Parfumerie : ouvert en 1989, le musée retrace l'évolution des techniques et les 4 000 ans d'histoire de la parfumerie à laquelle Grasse a largement contribué. Il a été rénové et agrandi (doublement de la surface) entre 2007 et 2008.
- Le musée d'art et d'histoire de Provence est installé dans la villa Clapiers-Cabris, demeure de la marquise de Cabris et présente l'histoire de Grasse et de sa région. Une annexe de ce musée, situé dans la rue droite, renferme des costumes et des bijoux provençaux des XVIIIe et XIXe siècles[163].
- Musée de la Marine : Le rez-de-chaussée de la Villa Fragonard accueille depuis 2007 le Musée de la Marine, précédemment situé dans l'Hôtel Pontevès. Ce musée consacré à la vie et à la carrière d’un grand marin de Provence et de ses compagnons : François-Joseph Paul comte de Grasse (1722-1788). Trente maquettes de navires sont exposées dans les différentes pièces en rez-de-jardin.
- Statue en bronze de l'Amiral de Grasse située sur le cours Honoré Cresp due au sculpteur Cyril de La Patellière inaugurée le 10 octobre 1988 en présence d'Hervé de Fontmichel, maire, du comte Bruno Deydier de Pierrefeu représentant les Cincinatti, du prince Louis de Polignac, du marquis de Grasse, du vice-amiral Duthoit, préfet maritime.
- Le domaine de Manon cultive les roses et les jasmins[164].
- Le jardin de la Princesse Pauline, du nom de la sœur de Napoléon Ier qui séjourna dans la ville en 1807-1808 et affectionnait ce jardin[165].
- Le musée provençal du Costume et du Bijou présente une collection privée (dépendance de la parfumerie Fragonard) qui visite l'univers délicat du costume féminin au XVIIIe siècle.

#### Édifices religieux

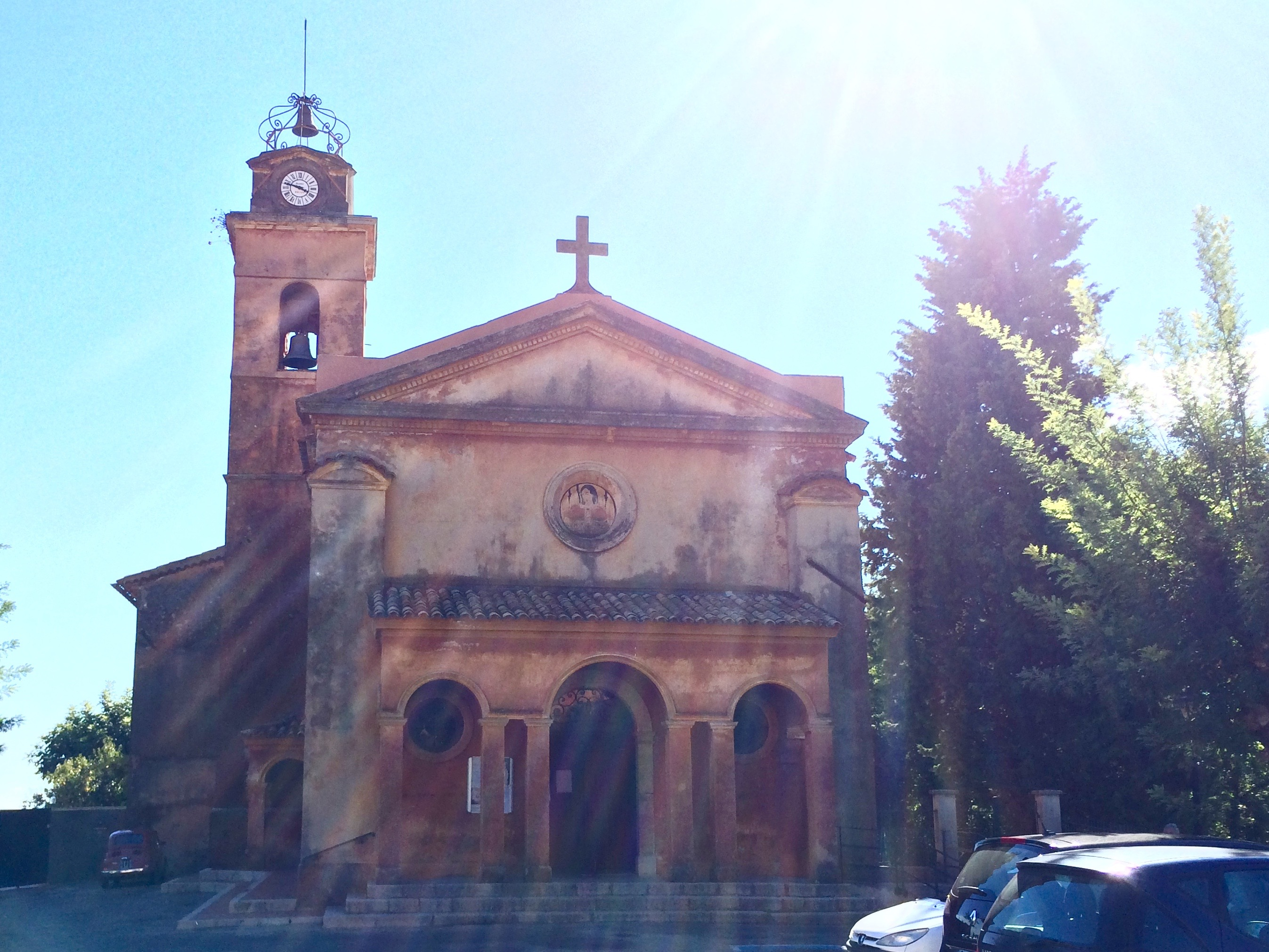
Église Saint-Laurent-de-Magagnosc.

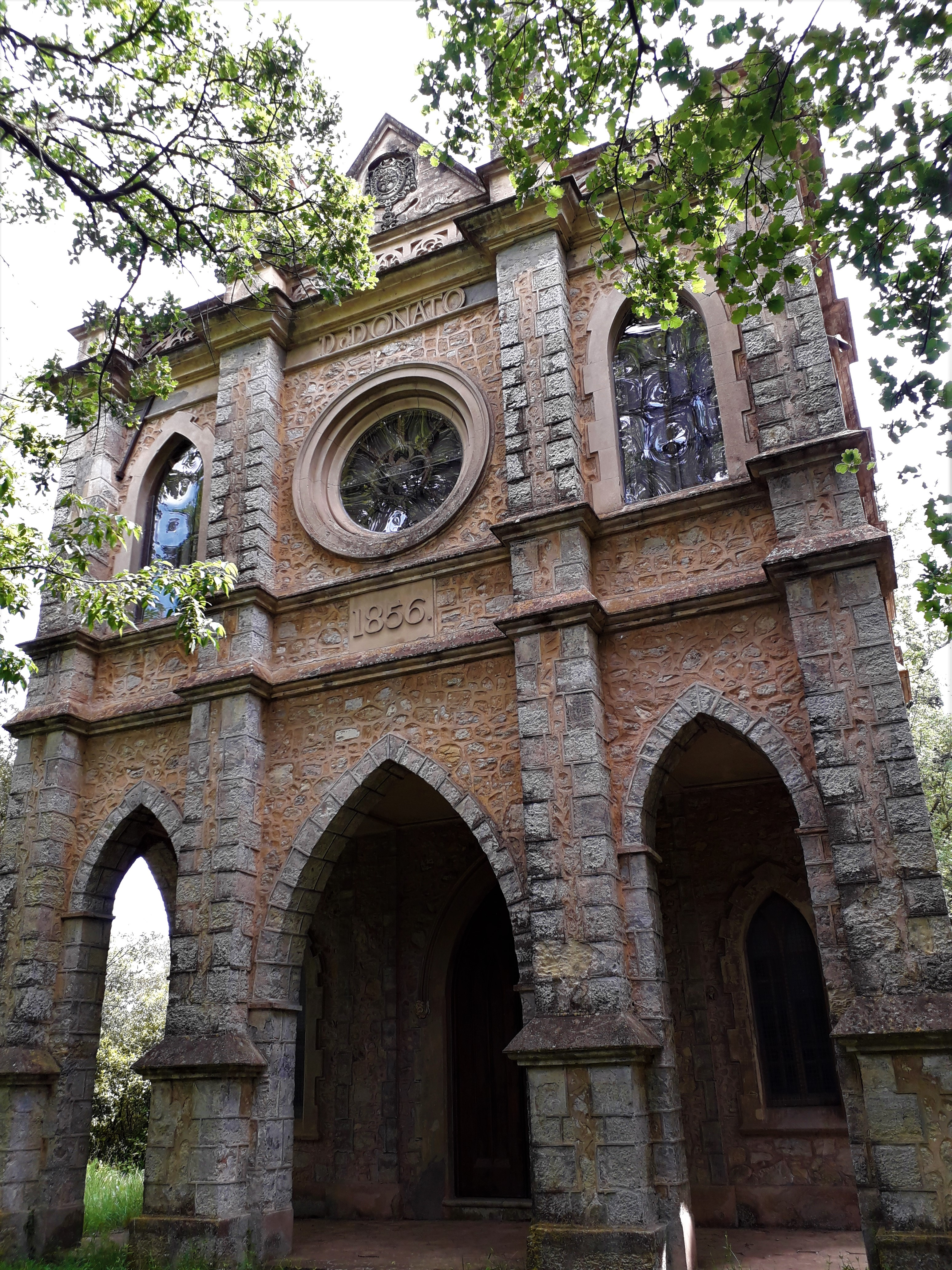
Chapelle Saint-Donat.

- La cathédrale Notre-Dame-du-Puy de Grasse[166].
- Églises :

L'église Sainte-Hélène du Plan de Grasse, construite en 1753, est dédiée à sainte Hélène place d'Ormeaux.
Église Saint-Jacques, 77, route d'Auribeau (Saint-Jacques).
Église Notre-Dame-des-Chênes, allée des Buis (les Chênes).
Église Notre-Dame-de-la-Miséricorde, ou Chapelle de l’Oratoire, rue de l'Oratoire.
Église Saint-Laurent, chemin Bouillere (Magagnosc).
L'église Saint-Pancrace de Plascassier, construite en 1644, place Foulon, est dédiée à saint Pancrace.
Église de la Visitation-Sainte-Marie boulevard Fragonard.
- Autres édifices religieux :

Temple protestant de Grasse, ancienne chapelle anglicane Saint John inaugurée en 1891, aujourd'hui réformée EPUdF, 65 avenue Victoria.
Église évangélique, 133, chemin Saint-Marc.
Église protestante évangélique, 37, boulevard Emmanuel-Rouquier.
Église pentecôtiste, 15, rue Paul-Goby.
Salle du Royaume, 12, avenue Chiris.
- Chapelles[172] :

Chapelle Saint-Donat, au Grand Vallon de Grasse, chemin de la Chapelle.
Chapelle Saint-Antoine de Padoue, 76, chemin Saint-Antoine.
Chapelle Saint-Antoine, rue Roumegons.
Chapelle Saint-Christophe, 64, chemin Saint-Christophe (Haut Malbosc).
Chapelle Saint-Claude 30 avenue Sidi-Brahim.
Chapelle Saint-François 4, chemin de la chapelle Saint-François.
Chapelle Saint-Jean, 142, avenue Jean-XXIII.
Chapelle Saint-Joseph, 21, chemin Saint-Joseph.
Chapelle Saint-Mathieu, 229, route de Saint-Mathieu.
Chapelle Saint-Michel, rue de la Pouost.
Chapelle Pénitents blancs, chemin Bouillere.
Chapelle Saint-Sauveur, 14, chemin des Hautes Ribes (les Ribes).
Chapelle Saint-Thomas de Villeneuve, rue Tracastel.
Chapelle Saint-Expédit et Saint-Padre-Pio, 5, rue Tracastel.
Chapelle Notre-Dame de Lorette, 2, avenue Notre-Dame de Lorette.
Chapelle Sainte-Anne, 112, chemin Sainte-Anne.
Chapelle des Chiens, 35, avenue Clemenceau.
Chapelle au Brassauris.
Chapelle Saint-Louis, 4, avenue Chiris.
Chapelle de l'hôpital, 78, boulevard Victor Hugo.
Chapelle de l'Institut Fénelon, 4, rue Yves-Emmanuel-Baudoin.
Chapelle Saint-Hilaire, 41, rue Jugan, maison de retraite.
Ancienne chapelle de l'ancien Petit Séminaire, actuel collège Saint-Hilaire, 24, rue du Palais-de-Justice.
- Oratoires :

Oratoire Saint-Joseph, chemin de Montmayan.
Oratoire Notre-Dame d'Espérance, 38, avenue Sidi-Brahim.

### Grasse dans la culture et les arts

#### Grasse dans la littérature et le cinéma
La commune a servi de lieu d’intrigue à plusieurs romans dont :
- Le Moulin du Rossignol de Georges Caméra en 2005 (prix littéraire de la Ville de Grasse en 2005) ;
- Une partie du roman Le Parfum de Patrick Süskind en 1985 ;
- Dans un grand vent de fleurs de Janine Montupet, adapté en téléfilm en 1996 par Gérard Vergez.
- À partir de la saison 7, l’action de la série télévisée Une femme d'honneur se situe à Grasse.

### Gastronomie
La tourte de courge, le fassum, les artichauts à la barigoule, sou saussou, les ganses, la fougassette.

### Équipements culturels
- Le théâtre de Grasse est réputé pour ses représentations de théâtre, danse, cirque, musique… Il est classé « scène conventionnée » par le ministère de la Culture[173].
- Le Conservatoire municipal de Musique de Grasse, établissement agréé par le ministère de la Culture.

On y enseigne la formation musicale, l'éveil musical (enfants de 5 à 6 ans), le chant choral, le piano, l'orgue, le violon, l'alto, le violoncelle, la flûte traversière, la clarinette, le saxophone, la trompette, le trombone, le tuba, la guitare, la harpe, les percussions, la musique traditionnelle, les musiques actuelles, la musique de chambre. Il est possible de faire partie de classes à horaires aménagés musique (CHAM) avec l'école Saint-Exupéry et les collèges Carnot et Fénelon et de suivre des cours de préparation musicale pour le bac.
- L'espace culturel Altitude 500[175].
- Le cinéma « Cinéma Studio »[176].
- La médiathèque Charles NEGRE, inaugurée en 2022, est un bâtiment distingué par l'Equerre d'Argent et conçu par les architectes Emmanuelle et Laurent Beaudouin et Ivry Serres[177],[178].
- Les associations culturelles (liste non exhaustive)[179] :

| Nom                                        | Activité                                                                 | Adresse                                                   |
| ------------------------------------------ | ------------------------------------------------------------------------ | --------------------------------------------------------- |
| Association historique du pays de Grasse   | Histoire locale                                                          | Bibliothèque municipale, boulevard Antoine-Maure (Grasse) |
| Cercle Culturel du Pays de Grasse          | Conférences, Sorties culturelles à thème                                 | 10 avenue Thiers (Grasse)                                 |
| Cercle Littéraire et Artistique de Grasse  | Conférences (Litt., Beaux-Arts, Histoire), Sorties culturelles, Concerts | 29, rue Victor-Hugo (Saint-Cézaire-sur-Siagne)            |
| Ensemble choral du Conservatoire de Grasse | Chant choral                                                             | Chapelle de l’Oratoire, 20, rue de l'Oratoire (Grasse)    |
| Centre Art et Culture                      | Art                                                                      | 34, boulevard Gambetta (Grasse)                           |
| Culture Animation Jeunesse                 | Jeunesse                                                                 | 1, rue Porte Neuve (Grasse)                               |
| Association Culturelle « Les 5 Jardins »   | Culture                                                                  | 107, Vieux Chemin de Sainte-Anne (Grasse)                 |
| Association Lei Baisso Luserno             | Danses provençales                                                       | 8, chemin du Collet Saint-Marc (Grasse)                   |

Association Planète Sciences Méditerranée [157] Sciences et Techniques pour tous 9, rue Gazan (Grasse)

## Héraldique
| Blason de Grasse | Blason  | D'azur à l'agneau pascal d'argent, la tête contournée, ornée d'un nimbe d'or chargé de trois tourteaux de gueules, portant une longue croix de gueules au guidon d'argent chargé d'une croix de gueules. |
| Blason de Grasse | Détails | Attribué en 1427 et confirmé par d'Hozier en 1696. |

## Personnalités liées à la commune
Parmi les nombreuses personnalités, qui à un moment ou un autre se sont liées à la ville, les plus marquantes sont :

### XVIesiècle
- Louis Bellaud poète provençal né en 1543.

### XVIIIesiècle

Statue de François Joseph Paul de Grasse, amiral de Grasse

- L'amiral de Grasse (1722-1788). Militaire né au Bar-sur-Loup, il commandait la flotte française envoyée par le roi Louis XVI lors de la guerre d'indépendance des États-Unis (fin du XVIIIe siècle) et remporta sur la flotte britannique la victoire de la baie de Chesapeake alors qu'à terre se déroulait la bataille de Yorktown qui devait mettre fin à cette guerre. Un lycée de la ville porte son nom.
- Antoine Boniface Mougins de Roquefort (1732-1793), prêtre, homme politique né et décédé à Grasse, député aux États généraux de 1789.
- Honoré Fragonard (1732-1799), anatomiste célèbre pour ses « écorchés ».
- Jean-Honoré Fragonard (1732-1806), peintre du XVIIIe siècle.
- François Roubaud (1749-1834), homme politique, ancien député du Var
- Maximin Isnard (1755-1825), député du Var pendant la Révolution, ancien président de l'Assemblée nationale et élu au conseil des Cinq-Cents est né et mort à Grasse.
- Maximin-Joseph Emmanuel Guidal (1764-1812), général des armées de la République et de l'Empire. Compromis dans la conspiration de Malet, il fut fusillé le 29 octobre 1812 à Paris.
- Honoré Théodore Maxime Gazan, général d'Empire, né à Grasse en 1765.
- Napoléon Ier (1769-1821), empereur des Français ; visiteur occasionnel de Grasse, il y fit une halte lors de sa remontée sur Paris en 1815. Il est contraint d'y abandonner, place de la Foux, 4 canons, une berline et plusieurs voitures.
- La princesse Pauline Bonaparte (1780-1825) séjourna longtemps dans la ville à partir de 1811. Elle se promène souvent dans ce que sont aujourd'hui les Jardins de la princesse Pauline.
- Claude-Marie Courmes (1770-1865), négociant et armateur, conseiller général du Var (1811-1833), maire de Grasse (1830-1835), député du Var (circonscription de Grasse) (1831-1834)[186] est né et mort à Grasse.
- Hippolyte-Honoré-Joseph Court de Fontmichel, compositeur français, originaire d'une ancienne famille de Cabris, né à Versailles en 1799 et mort à Paris le 19 octobre 1874[187].

### XIXesiècle

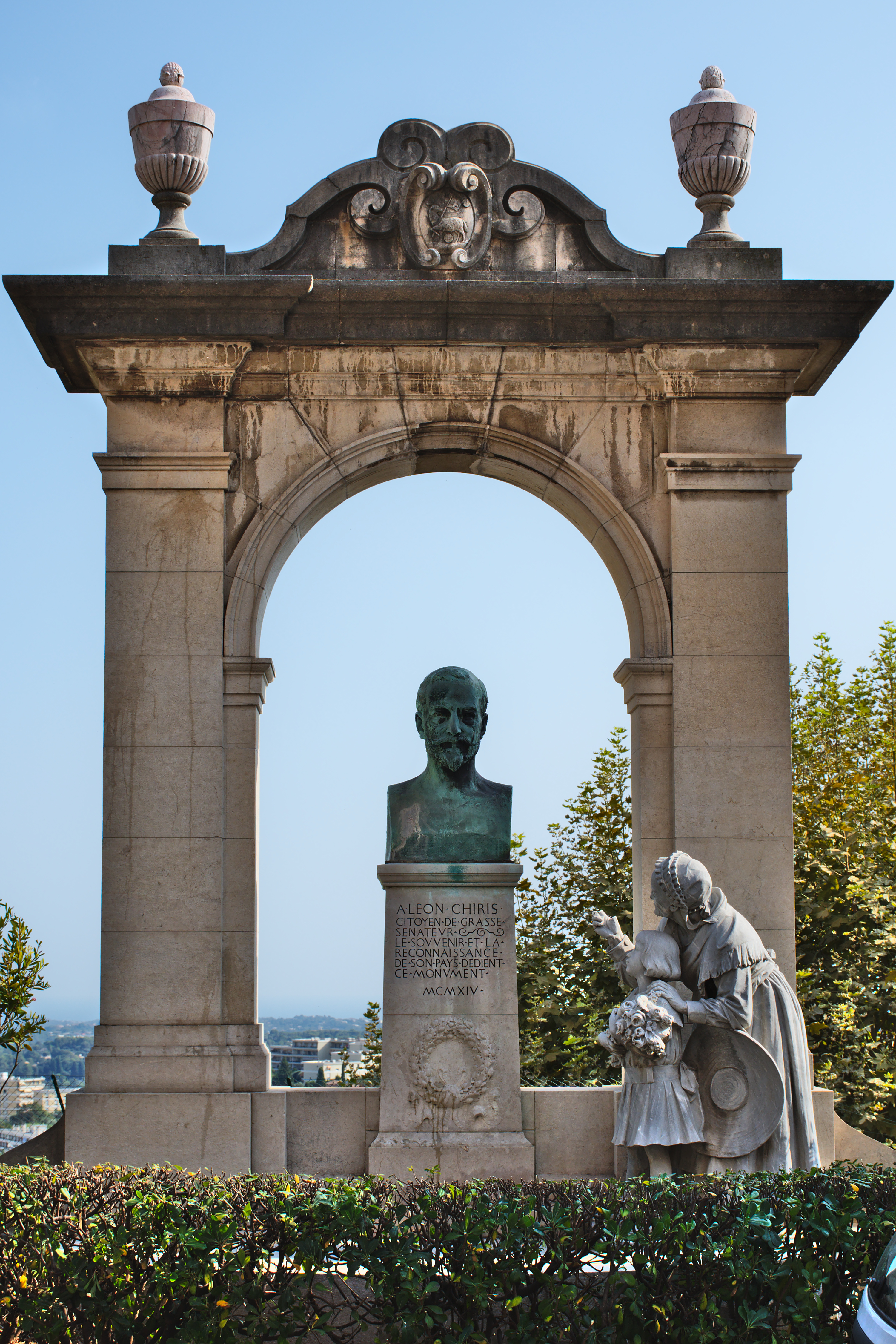
Monument à Léon Chiris.

- Victoria (1819-1901), reine du Royaume-Uni à partir de 1837, séjourna du 25 mars au 28 avril 1891 dans la ville de Grasse ; elle visita les jardins d'Alice de Rothschild à la Villa Victoria.
- Léon Chiris (1839-1900), né à Grasse, grand industriel de la parfumerie et homme politique.
- Ernest Roure, né le 29 août 1845 à Grasse et mort le 23 février 1921 à Nice, homme politique, député des Alpes-Maritimes sous la Troisième République.
- Guy de Maupassant (1850-1893) qui fit plusieurs séjours à Grasse ; sa nièce et héritière Simone de Maupassant épousa Jean Ossola.
- Jean Amic (né Marie Jean Amic le 30 juillet 1864 à Grasse et mort le 10 février 1926 à Paris 5e), homme politique.
- Alice de Rothschild.

### XXesiècle

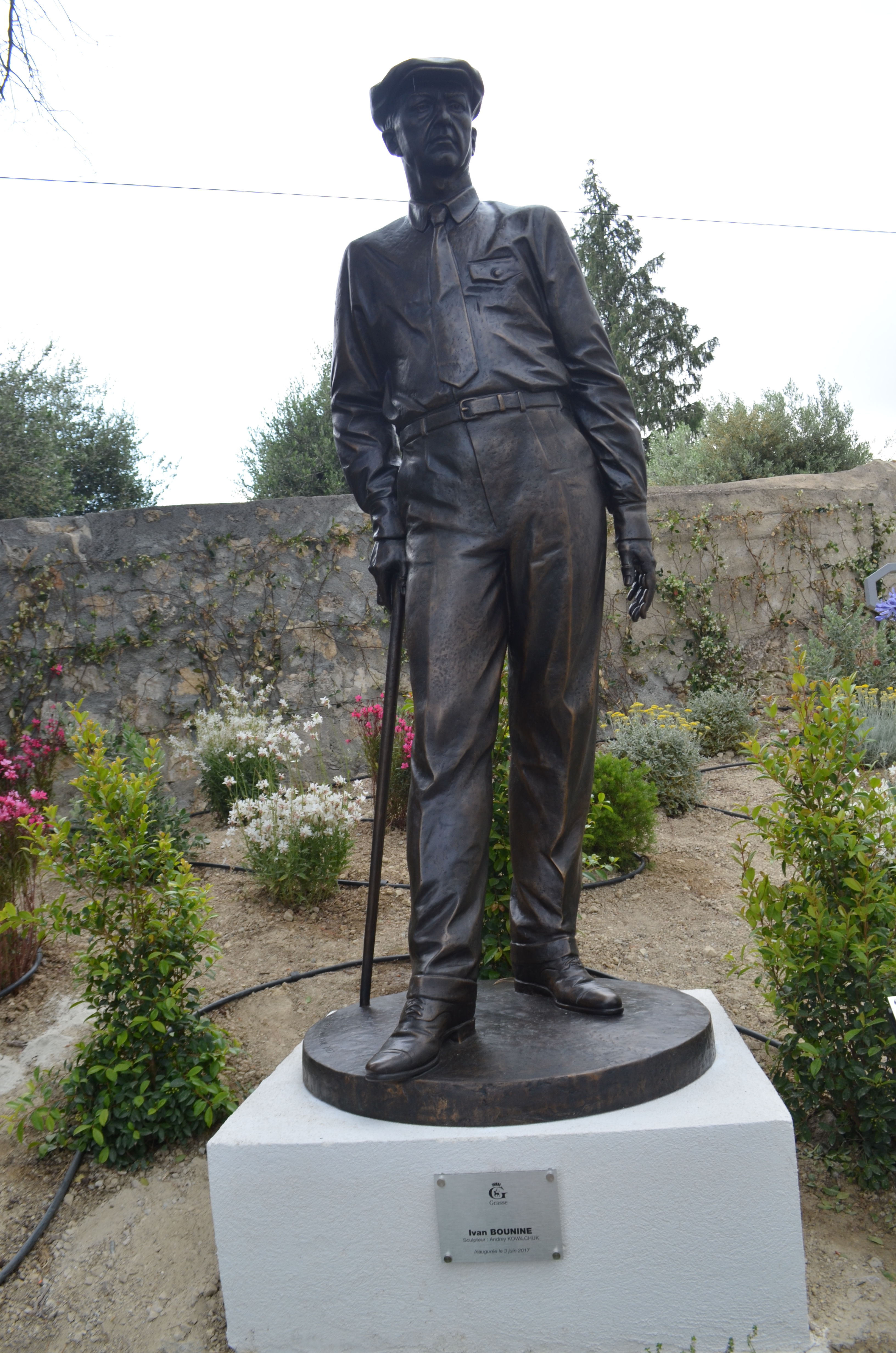
Statue d'Ivan Bounine, Prix Nobel de Littérature, dans le jardin de la Villa Sainte-Hilaire.

- HG Wells (1866-1946), réside à Lou Pidou, villa du quartier Saint-Mathieu, avec Odette Keun, entre 1926 et 1939.
- Ivan Bounine (1870-1953), écrivain russe, lauréat du Prix Nobel de littérature en 1933[189].
- Helena Rubinstein (1870-1965), industrielle et fondatrice de la société du même nom, fait construire une maison en marbre blanc d'inspiration marocaine à Grasse[190].
- Marcus Eli Ravage (1884-1965), écrivain juif américain immigrant, mourut à Grasse.
- Sonia Delaunay (1885-1979), membre d'une colonie d'art  (1940-1943).
- Gaston Guigonis (1913-1994), aviateur et ingénieur forestier, Compagnon de la Libération, né à Grasse.
- Eliane Diverly (1914-2012), peintre, portraitiste, aquarelliste. Née à Grasse, dans une famille de parfumeurs, elle peignit notamment Grasse et ses environs et travailla pour la parfumerie.
- Édith Piaf (1915-1963), chanteuse française, morte à Grasse (Plascassier).
- Gérard Philipe (1922-1959), acteur, grandit à Grasse au Parc Palace qui était présidé par son père pendant l'Occupation. Son grand-père fut maire de Grasse.
- Maj-Britt Nilsson (1924-2006), actrice suédoise, morte à Grasse.
- Charles Pasqua (1927-2015), naquit à Grasse. Homme politique français, ministre de l'Intérieur dans le gouvernement d'Édouard Balladur. Il est enterré au cimetière Sainte-Brigitte de Grasse.
- Jean Leullier (1928-1999), coureur cycliste mort à Grasse (Magagnosc).
- Armand Sinko (1934-2012), né et mort à Grasse. Peintre.
- Charly Loubet (1946-2023) est né à Grasse en 1946. International français de football.
- Michèle Mouton est née à Grasse en 1951. Pilote de rallye française, vice-championne du monde 1982.
- Pierre-Louis Lions est né à Grasse en 1956. Mathématicien français, lauréat de la médaille Fields en 1994.
- Didier Sustrac est un chanteur français né à Grasse le 14 décembre 1959.
- Eugénie Le Sommer (née en 1989 à Grasse), footballeuse française qui joue actuellement pour l'Olympique Lyonnais et en équipe de France de football.
- Gilbert Bellone (né en 1942 à Grasse) est un ancien coureur cycliste, professionnel de 1961 à 1973.
- Olivier Py (né en 1965 à Grasse) est un dramaturge et metteur en scène français, directeur du festival d'Avignon entre 2013 et 2022.
- Olivier Polge (né en 1974 à Grasse) est un parfumeur.
- Mélanie Bernier (née en 1985 à Grasse) est une actrice.
- Aurore Guitry (née en 1980 à Grasse) est une metteuse en scène, traductrice et romancière.
- Stéphane Bahoken, footballeur international camerounais (né à Grasse en 1992)
- Scorpions, groupe de hard-rock, a enregistré l'album Blackout à Grasse en 1982.
- Les 6 Justes parmi les nations de Grasse[191] :
  - Georges Broua[192],
  - Marguerite Broua[193],
  - Pierre Genevey[194],
  - Yvonne Genevey[195],
  - Olga Girard[196],
  - René Girard[197].

### XXIesiècle
- Jean Bellec (1920-2002), compagnon de la Libération, décédé à Grasse.
- Hervé de Fontmichel (1936-2011) Maire de Grasse durant 18 ans, conseiller général élu dans le canton de Grasse-Sud de 1985 à 1986, puis dans le canton de Grasse-Nord de 1992 à 1994.
- Thomas Touré (1993-), footballeur professionnel, né à Grasse.
- Martin Esposito (1977-), réalisateur et acteur, né à Grasse.
- Le roi Albert II de Belgique et son épouse la reine Paola y possèdent une maison de vacances.
- Patrick Diter (1957-), chef d'entreprise propriétaire de la villa Diter.
- Théo Pourchaire (2003-), pilote automobile de F2 et pilote de réserve chez Kick-Sauber.